# Chiếc bè của chiến thuyền Méduse
Chiếc bè của chiến thuyền Méduse (tiếng Pháp: Le Radeau de la Méduse; phát âm tiếng Pháp: [lə ʁado də'la medyz]) là một bức tranh sơn dầu được họa sĩ lãng mạn người Pháp Théodore Géricault (1791–1824) thực hiện trong thời gian 1818–1819. Bức tranh được hoàn thành khi ông 27 tuổi và đã trở thành một biểu tượng cho chủ nghĩa lãng mạn Pháp. Với kích thước 491 cm × 716 cm (193,3 in × 282,3 in), bức tranh mô tả một khoảnh khắc là hậu quả từ vụ đắm tàu frigate Méduse của hải quân Pháp sau khi bị mắc cạn vào ngày 2 tháng 7 năm 1816 ven bờ biển thuộc về Mauritanie ngày nay.
Đến ngày 5 tháng 7 năm 1816, ít nhất 147 người bị trôi dạt trên một chiếc bè tạm bợ được đóng sau khi con tàu mắc cạn, ngoại trừ 15 người, tất cả đều đã thiệt mạng 13 ngày trước khi họ được giải cứu và những người sống sót phải chịu đựng sự đói, khát buộc họ phải ăn thịt lẫn nhau. Sự kiện này đã trở thành một vụ bê bối quốc tế, một phần vì nguyên nhân lớn của nó là do sự thiếu chuyên môn của thuyền trưởng người Pháp, bị quy kết là được nhậm chức dưới thẩm quyền của chế độ quân chủ Pháp vừa mới phục hồi. Trên thực tế, vua Louis XVIII không có quyền lên tiếng trong việc bổ nhiệm thuyền trưởng, vì trước kia cũng như ngày nay, quốc vương không trực tiếp tham gia vào các cuộc bổ nhiệm thuyền trưởng cho các chiến thuyền. Tử tước Chaumareys, một quý tộc đã được bổ nhiệm làm thuyền trưởng của Méduse, như một thói quen thường lệ trong nội bộ Bộ Hải quân.
Trong khâu lựa chọn cảnh một thảm kịch làm chủ đề cho một tác phẩm lớn đầu tay, Géricault có ý muốn lựa chọn một sự cố nổi tiếng vì nó sẽ tạo ra sự quan tâm lớn của dư luận làm đòn bẩy cho sự nghiệp của mình. Sự kiện cuốn hút người họa sĩ trẻ và trước khi ông thực hiện bản vẽ cuối cùng, ông đã tiến hành nghiên cứu sâu rộng và thực hiện rất nhiều bản phác thảo. Ông đã phỏng vấn hai trong số người còn sống sót, và xây dựng một mô hình chi tiết về chiếc bè. Ông đã đến các nhà xác và bệnh viện, để có thể quan sát rõ màu sắc và kết cấu của thịt của người sắp chết và đã chết. Như ông dự đoán, bức tranh đã gây nên rất nhiều tranh cãi khi xuất hiện lần đầu tiên tại cuộc triển lãm tranh ở Paris năm 1819, nó đã thu hút nhiều lời khen ngợi nồng nhiệt cũng như số lượng lời lên án tương ứng. Tuy nhiên, bức họa đã đạt được tiếng vang trên trường quốc tế và ngày nay được xem như hạt giống của giai đoạn đầu phong trào lãng mạn trong hội họa Pháp.
Mặc dù Chiếc bè của chiến thuyền Méduse giữ lại các yếu tố của loại tranh lịch sử, nhưng với cái cách chọn chủ đề đầy ấn tượng và phong cách trình bày kịch tính, nó đại diện cho sự bứt phá ra ngoài khuôn mẫu và trật tự của trường phái tân cổ điển đang thịnh hành. Tác phẩm của Géricault gần như ngay lập tức thu hút được sự chú ý rộng sau khi được trưng bày lần đầu, và khi được trưng bày tại Luân Đôn sau này. Bức tranh đã được bảo tàng Louvre mua lại ngay sau khi tác giả qua đời ở tuổi 32. Ảnh hưởng của bức tranh có thể nhìn thấy rõ trong các tác phẩm của Eugène Delacroix, J. M. W. Turner, Gustave Courbet và Édouard Manet sau này.

## Bối cảnh

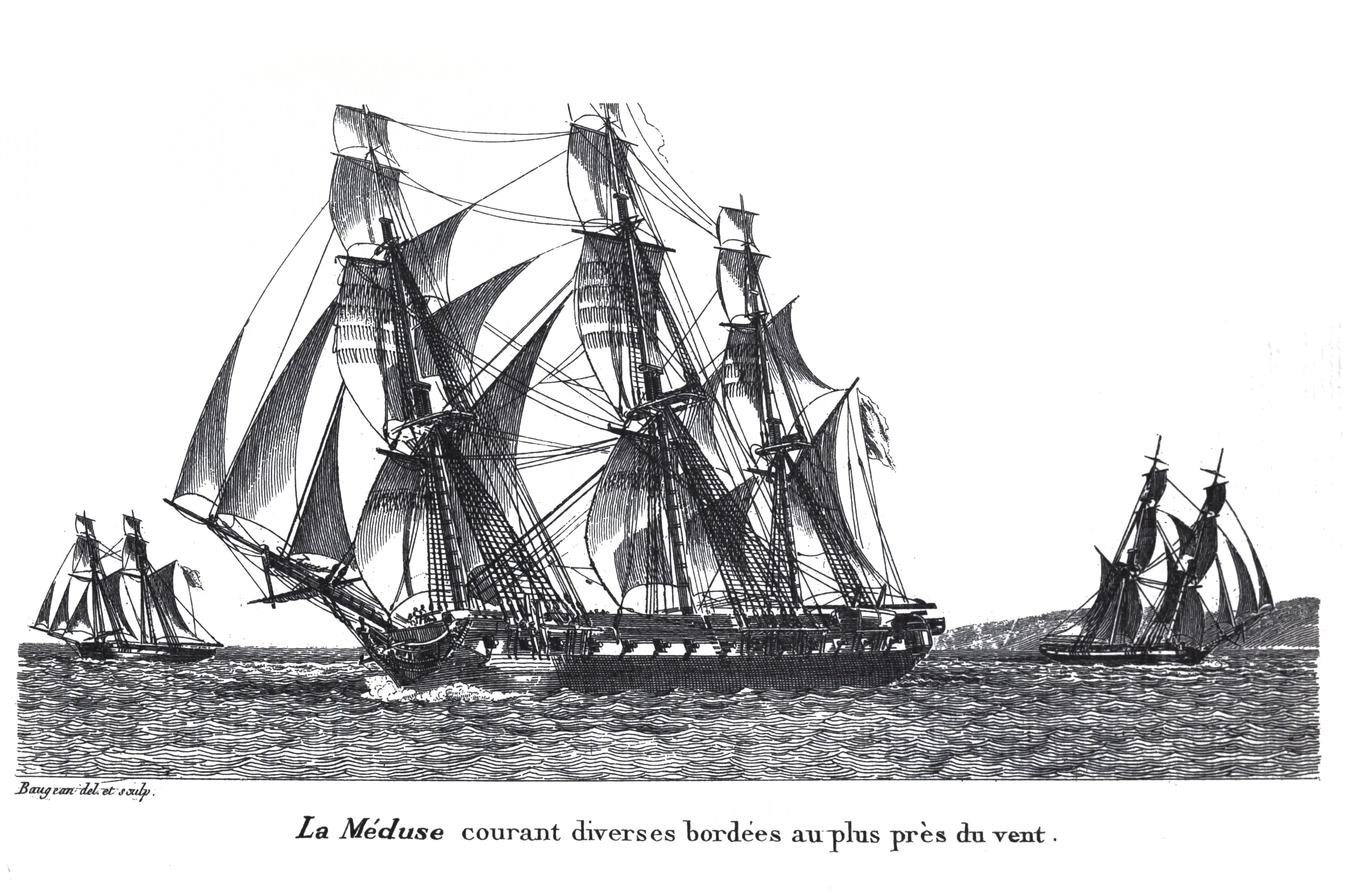
Chiến thuyền Méduse, tranh của Jean-Jérôme Baugean

Năm 1816 tại Paris, tức một năm sau khi hoàng đế Napoléon bị quân Anh và đồng minh đánh bại tại trận Waterloo. Để thể hiện sự ủng hộ đối với dòng họ Bourbon mới được phục hồi ở Pháp, người Anh trao trả cho nước Pháp hải cảng Saint Louis trên bờ biển Tây Phi thuộc Sénégal. Để tiếp nhận chủ quyền đối với hải cảng này, nhà nước mới của Pháp chuẩn bị một hạm đội để đưa viên tổng toàn quyền mới Pháp tại Sénégal cùng với một số quan chức và binh lính tới hải cảng đó. Thuyền trưởng lãnh đạo hạm đội là Hugues Duroy De Chaumareys, một người đã hơn 20 năm không hề ra biển, thậm chí chưa bao giờ chỉ huy một con tàu. Thực ra trước đó ông ta chỉ là một sĩ quan hải quân. Lý do chủ yếu để De Chaumareys được bổ nhiệm đơn giản vì ông ta là một nhân vật bảo hoàng tuyệt đối trung thành. Từng là một Tử tước (Vicomte), năm 1795, De Chaumareys đã gia nhập quân đội Anh để chống lại cuộc cách mạng Pháp. Năm 1814, lúc Louis XVIII được đưa trở lại ngai vàng thì cũng là lúc De Chaumareys được trả công một cách xứng đáng. Vì hải quân là một bộ phận sống còn của nhà nước Pháp nên nó cũng được "bảo hoàng hoá". Trong bối cảnh đó, De Chaumareys trở thành một lựa chọn thích hợp, bất chấp sự thiếu hiểu biết về hàng hải của ông này. Tuy nhiên trên thực tế việc bổ nhiệm thuyền trưởng không nằm trong phạm vi của nhà vua, mà là thẩm quyền của Bộ Hải quân Pháp. Ngày 17 tháng 6 năm 1816, dưới sự lãnh đạo của De Chaumareys, đoàn tàu hải quân của Pháp gồm bốn con tàu – chiến thuyền Méduse, tàu chở hàng Loire, thuyền hai buồm Argus và tàu hộ tống nhỏ Écho – khởi hành từ Rochefort, rầm rộ hướng tới Saint Louis. Đi trên thuyền có gia đình gồm vợ chồng và con gái của tân thống đốc mới được bổ nhiệm của Sénégal Julien-Désiré Schmaltz.

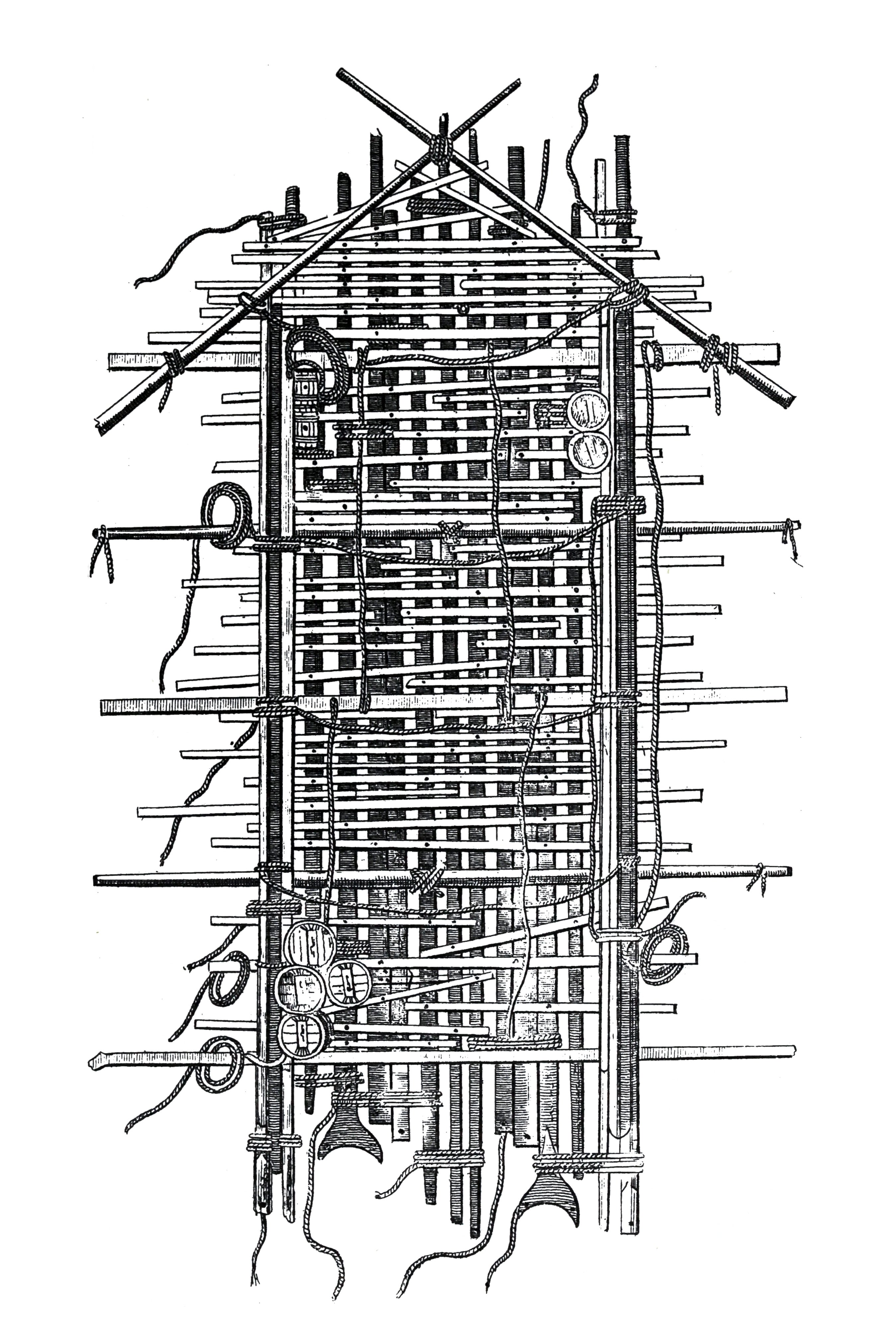
Phác họa Chiếc bè của chiến thuyền Méduse tại thời điểm các thủy thủ được cứu sống

Trong nỗ lực để đến đích trước, Méduse đã bỏ xa các tàu khác, nhưng do khả năng định vị kém, nó bị trôi chệch hướng 100 dặm (161 km) với hạm đội của mình. Thế rồi tai họa xảy ra, ngày 2 tháng 7, nó bị mắc cạn trên bãi cát ngoài khơi bờ biển Tây Phi, gần Mauritanie ngày nay. Méduse tuy không bị vỡ, chỉ mắc kẹt, nhưng rất khó để kéo cả con tàu ra khỏi một dãy đá ngầm, nó từ từ chìm xuống. Mọi người đổ lỗi cho De Chaumereys, một người thiếu khả năng cũng như kinh nghiệm, một kẻ lưu vong (émigré) nhưng lại được phong tước. Nhiều người đã thử đẩy con tàu ra khỏi dãy đá ngầm, nhưng đều thất bại. De Chaumereys quyết định rời bỏ con tàu. Ông ta tập hợp những người tin cẩn để thảo luận phương án cấp cứu, tất nhiên thủy thủ không được mời tham dự. Nhiều người đã tỏ ra lo ngại nếu đi 60 dặm (97 km) tới bờ biển phía tây châu Phi cùng sáu chiếc thuyền con của Méduse. Mặc dù Méduse chở tới 400 người, bao gồm 160 thành viên thủy thủ đoàn, nhưng số thuyền hiện có chỉ có thể chở được 250 người. De Chaumereys nêu khó khăn rằng số thuyền cấp cứu không đủ để chở tất cả vào đất liền, Schmaltz lập tức đưa ra "sáng kiến": làm một chiếc bè để chở thủy thủ vào đất liền, ưu tiên dành thuyền cấp cứu cho những hành khách "quan trọng", và những thuyền này sẽ kéo chiếc bè vào bờ an toàn. Phần còn lại gồm ít nhất 146 đàn ông và một phụ nữ được chất đống vào một chiếc bè tạm bợ. Ít người hơn trên một chiếc thuyền cấp cứu có nghĩa là khẩu phần ăn cho mỗi người trên con thuyền đó sẽ lớn hơn, đó là cách tính toán của đám người "quan chức quyền quý". Cuối cùng thì những chiếc thuyền cấp cứu cũng bắt đầu giương buồm lướt sóng chạy vào bờ, kéo theo chiếc bè. Toàn chiếc bè chỉ có duy nhất một túi bánh bích quy để ăn (nhưng đã dùng hết ngay trong ngày đầu tiên), hai thùng nước ngọt (bị rơi mất xuống biển trong khi gây lộn) và một vài thùng rượu.
Sau 13 ngày lênh đênh trên biển, ngày 17 tháng 7 năm 1816, bè được chiến thuyền Argus giải cứu, nhưng trên thực tế con tàu này không hề có ý định tìm kiếm chiếc bè này. Đến thời điểm này chỉ còn có 15 người còn sống, những người khác đã bị giết, bị ném xuống biển bởi đồng đội của họ hoặc bị chết đói, hoặc tự gieo mình vào biển trong tuyệt vọng. Sự kiện này đã trở thành một trong những vụ bê bối lớn nhất cho chế độ quân chủ Bourbon, chỉ mới được khôi phục quyền lực gần đây sau khi Napoléon bại trận năm 1815.

## Mô tả
Chiếc bè của chiến thuyền Méduse miêu tả khoảng thời gian 13 ngày sau khi chiếc bè bị trôi dạt, khoảng thời gian 15 người sống sót đang cố gắng kêu cứu một con tàu ở đằng xa trong tuyệt vọng. Theo đánh giá của một người Anh thời kỳ đó, bức tranh mô tả thời điểm mà chiếc bè sắp biến thành "tàn tích". Tác phẩm được thực hiện với một kích thước đồ sộ, 491 × 716 cm (193.3 × 282.3 in), và vì thế nó mô tả toàn cảnh một cách rất thực, các nhân vật trong tranh đều có kích thước gần như thực tế, và những nhân vật ở tiền cảnh thì có kích thước gần gấp đôi ngoài đời thường. Khoảng cách xa gần được thể hiện rất rõ trong bức tranh, chính điều này đã tác động rất nhiều đến cảm xúc của người xem, khiến họ hoà mình vào bức tranh như thể chính họ đang nhìn tận cảnh. 

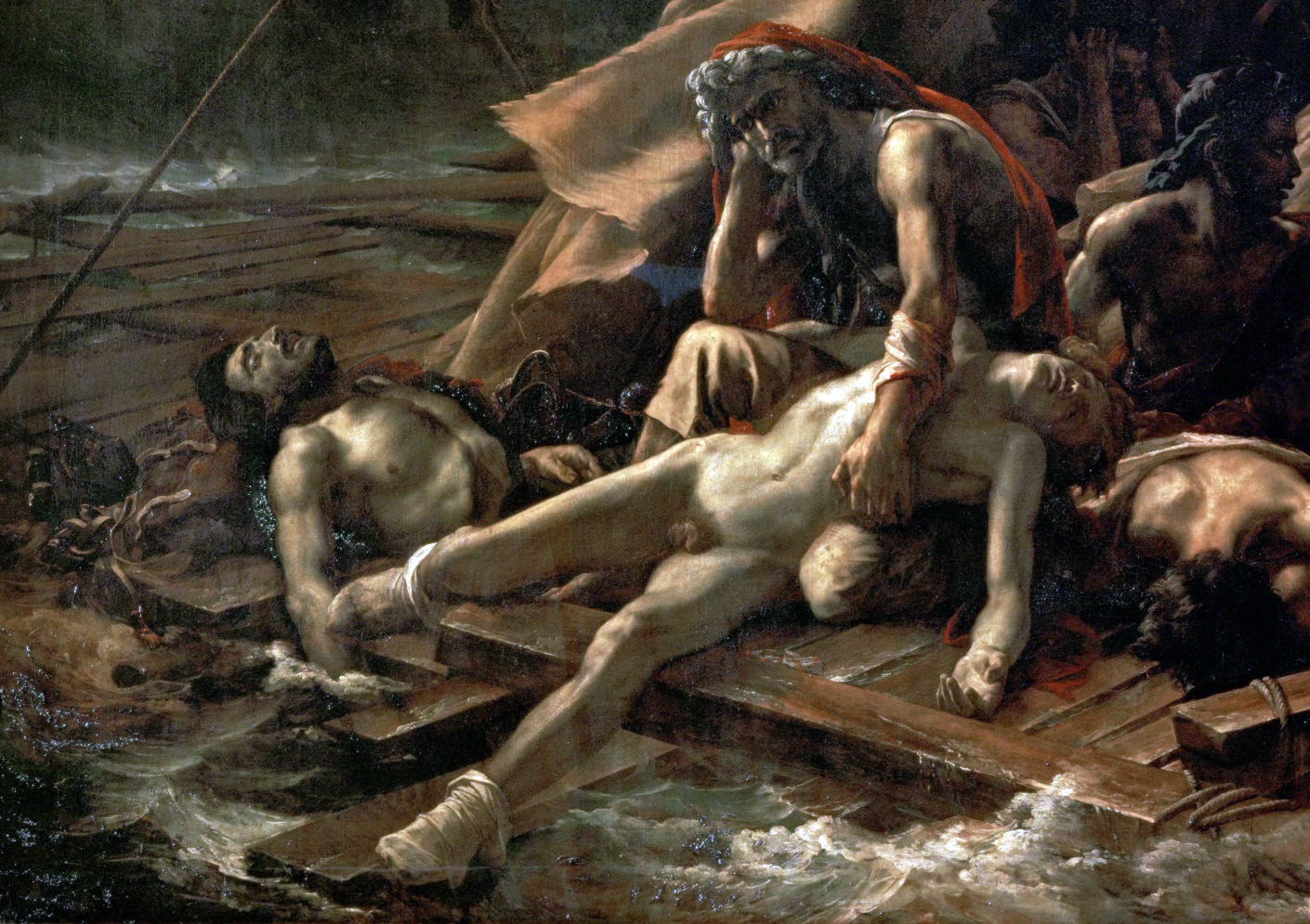
Chi tiết từ góc dưới bên trái của bức tranh cho thấy hai nhân vật đã chết.

Qua những gì được thể hiện trong bức tranh – cách mà chiếc bè cưỡi những con sóng, trong khi những con người trên tàu đã tỏ rõ nỗi đau đớn, tuyệt vọng – ta có thể thấy, chiếc bè tạm bợ không còn đủ khả năng chịu được sóng gió nữa. Một ông già đang cố giữ xác chết của con trai trên đầu gối, một giọt nước mắt lăn trên má trong sự tuyệt vọng, thất bại. Một vài xác chết được tác giả thể hiện ở tiền cảnh, ở ngoài rìa của chiếc bè, đang chờ đợi những con sóng lớn cuốn họ trôi khỏi chiếc bè. Người đàn ông ở giữa đã chỉ người khác xem một tàu cứu hộ; và bên cạnh đó, một thủy thủ đoàn gốc Phi, Jean Charles, đang đứng trên một thùng rỗng gỗ và đang cố gắng vẫy khăn trong vô vọng để gây sự chú ý cho con tàu kia. Qua cảnh tượng này, tác giả chỉ ra rằng, cuộc sống chỉ có ý nghĩa khi có hy vọng, dù chỉ là một hy vọng mong manh – con người không thể tiếp tục sống khi tuyệt vọng.
Các phần của bức tranh được cấu tạo dựa trên hai cấu trúc hình kim tự tháp. Chu vi cột buồm lớn ở bên trái tạo nên cấu trúc hình kim tự tháp thứ nhất. Nhóm người chết nằm ngang và người đang hấp hối ở tiền cảnh tạo nên nền móng để những người sống sót có thể đứng lên, đưa cảm xúc lên tới cao trào, nơi mà nhân vật trung tâm vẫy tay ra hiệu cho một chiếc tàu cứu hộ trong tuyệt vọng.

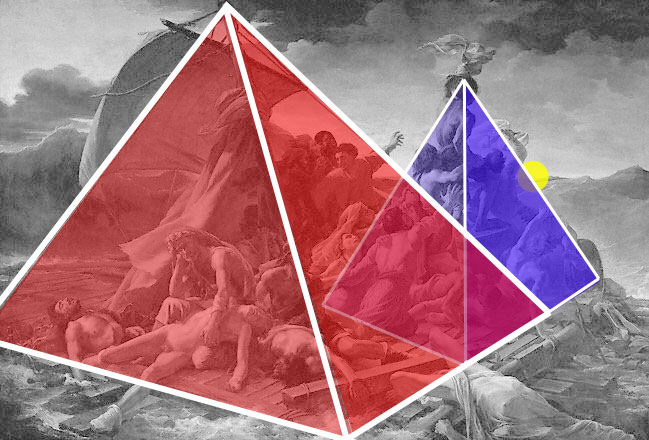
Sơ đồ thể hiện phác thảo của hai cấu trúc hình kim tự tháp tạo thành nền tảng của tác phẩm. Vị trí của chiếc Argus được đánh dấu chấm vàng.

Sự chú ý của người thưởng tranh trước tiên sẽ được đưa về trung tâm của tấm bạt, tiếp đến là theo luồng hướng của thân xác người sống sót, nhìn từ phía sau và rồi vuốt về phía bên phải. Theo nhà sử học nghệ thuật Justin Wintle thì "có một sự chuyển động chéo nằm ngang [dẫn đưa] chúng ta từ những xác chết ở phía dưới bên trái đến những người sống sót ở trên đỉnh." Hai đường chéo khác được sử dụng để làm tăng độ căng thẳng cho bức tranh. Một đường chạy theo cột buồm và những trang thiết bị của nó, hướng mắt người xem đến một cơn sóng đang tiếp cận, đe doạ nhấn chìm chiếc bè, trong khi đường thứ hai, bao gồm những nhân vật đang vẫy tay, đưa ánh mắt người xem hướng đến hình bóng của chiếc Argus ở chân trời, chiếc tàu cuối cùng sẽ giải cứu những người sống sót.
Bảng màu (Pallet) của Géricault bao gồm màu da xanh xao, và màu sắc âm u của quần áo của những người sống sót, biển và mây. Nhìn chung, bức tranh trông tối tăm và phần lớn đều nhờ vào việc sử dụng tông màu tối, bột màu chủ yếu là màu nâu, một pallet mà Géricault tin là có hiệu quả trong việc diễn tả bi kịch và đau đớn. Ánh sáng trong bức tranh được mô tả là mang phong cách Caravaggio ("Caravaggesque"), cũng như các họa sĩ người Ý thường gắn liền với tenebroso ("u ám") – một cách ứng dụng sự tương phản giữa tối và sáng có phần hơi quá. Có lẽ Géricault không thể hiện mối quan tâm đến khung cảnh biển, sử dụng màu xanh lục sẫm thay vì màu xanh lam nhằm tạo sự tương phản với tông màu của chiếc bè cũng như các nhân vật trong tranh.

## Thực hiện

### Nghiên cứu và chuẩn bị

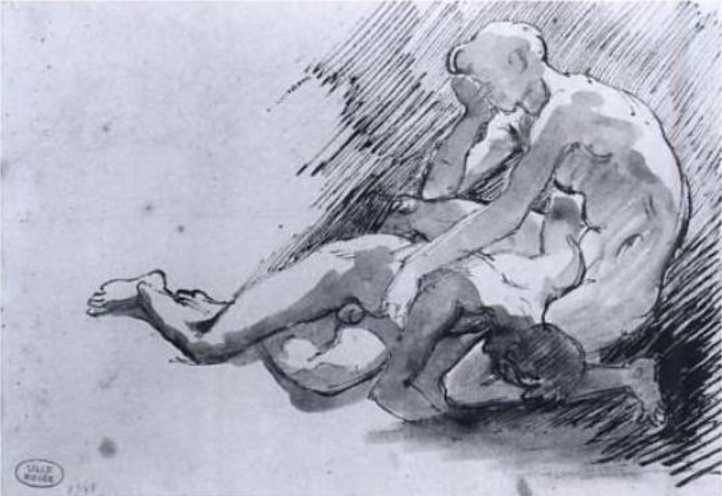
Bản nghiên cứu "Chiếc bè của chiến thuyền Méduse" của Géricault, bút và mực màu nâu, 17.6 cm × 24.5 cm, Bảo tàng Mỹ thuật, Lille, Pháp

Géricault đã bị quyến rũ bởi những tường thuật về vụ đắm tàu năm 1816 được công bố rộng rãi và nhận ra rằng mô tả về sự kiện này có thể là cơ hội để ông khẳng định danh tiếng của mình với tư cách là một họa sĩ. Sau khi quyết định theo đuổi, ông đã tiến hành nghiên cứu sâu rộng trước khi bắt đầu cầm bút vẽ. Đầu năm 1818, ông gặp hai người sống sót: Henri Savigny, bác sĩ phẫu thuật và Alexandre Corréard, một kỹ sư của École nationale supérieure d'arts et métiers (Trường kỹ nghệ quốc gia Pháp). Những mô tả xúc động về những trải nghiệm của họ đã truyền cảm hứng mạnh mẽ cho phong thái của bức tranh cuối cùng. Theo nhà sử học nghệ thuật Georges-Antoine Borias, "Géricault đã lập xưởng vẽ của mình đối diện bệnh viện Beaujon. Và chính tại nơi đây, một sự suy sụp ảm đạm đã được khởi đầu. Đằng sau những cánh cửa bị khóa, ông ta ném mình vào công việc. Không ai ngăn ông. Người ta sợ ông và lánh xa ông."
Những chuyến đi trước đây đã giúp Géricault hiểu thế nào là nạn nhân của bệnh điên và bệnh dịch hạch. Trong khi nghiên cứu Méduse, những nỗ lực của ông để tạo nên một bức tranh đúng với lịch sử và thực tế đã dẫn tới sự ám ảnh về những tử thi bị co cứng. Để đạt được kết quả xác thực nhất về xác thịt của người chết, ông đã phác hoạ những xác chết trong nhà xác của bệnh viện Beaujon, nghiên cứu khuôn mặt của những bệnh nhân sắp chết ở bệnh viện, đem chân tay bị cắt đứt đến xưởng vẽ để nghiên cứu sự phân hủy, hay mượn một thủ cấp đã bị cắt đứt từ một nhà thương điên và đặt nó trên mái nhà của ông trong vòng 14 ngày.

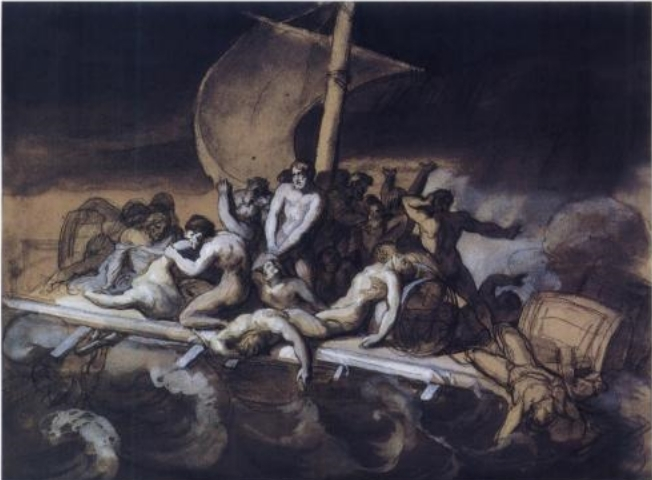
Mọi người ăn thịt lẫn nhau trên chiếc bè của chiến thuyền Méduse, bút chì, tranh thủy mặc, màu bột trên giấy, khổ 28 cm × 38 cm, Louvre. Bản nghiên cứu này sử dụng tông màu tối hơn bản chính và vị trí của các nhân vật cũng khác biệt đáng kể so với bức tranh cuối.

Ông đã làm việc với Corréard, Savigny và một người sống sót khác, thợ mộc Lavillette, để xây dựng một mô hình chi tiết chính xác của chiếc bè, được vẽ lại trên tấm vải hoàn thiện, thậm chí còn để lộ những khoảng trống giữa một số tấm ván. Géricault tạo dáng mô hình, biên soạn hồ sơ tài liệu, sao chép các bức tranh có liên quan của các nghệ sĩ khác và đến Le Havre để nghiên cứu biển và trời. Dù bị sốt nhưng ông vẫn đi trên bờ biển nhiều lần để chứng kiến cảnh những cơn bão đổ bộ vào bờ. Và một chuyến viếng thăm của ông ở Anh đã giúp vị hoạ sỹ này có thêm cơ hội để nghiên cứu các yếu tố trong khi băng qua eo biển Manche.
Ông đã vạch và vẽ phác họa nhiều bản nháp trong khi quyết định chọn một trong những khoảnh khắc tai hoạ (chọn chủ đề) mà ông sẽ miêu tả trong tác phẩm cuối cùng. Sự thai nghén ý tưởng của bức tranh gây khó khăn cho Géricault và ông đã cố gắng chọn một khoảnh khắc có hiệu quả để có thể lột tả được thảm kịch cố hữu.
Trong số những cảnh mà ông đã cân nhắc là cuộc nổi loạn chống lại các sĩ quan từ ngày thứ hai trên bè, hay việc người trên bè ăn thịt lẫn nhau đã xảy ra chỉ sau vài ngày và cuộc cứu hộ. Tuy nhiên, cuối cùng Géricault đã chọn thời điểm, mà theo như lời được kể lại bởi một trong những người sống sót, khi họ nhìn thấy chiếc tàu cứu hộ Argus trên đường chân trời—có thể nhìn thấy ở phía trên bên phải của bức tranh—mà họ cố gắng để báo hiệu. Tuy nhiên, con tàu đã thẳng buồm đi qua. Theo những lời của một trong số những thuyền viên còn sống sót, "từ niềm vui mê sảng, chúng tôi đã rơi vào sự chán nản và nỗi buồn sâu thẳm."
Đối với những người có kinh nghiệm về thảm kịch, cảnh này sẽ được hiểu là bao gồm hậu quả của việc từ bỏ thủy thủ đoàn, tập trung vào thời điểm mà mọi hy vọng dường như đã biến mất— và chiếc Argus đã xuất hiện hai giờ sau đó và giải cứu những người còn lại.
Tác giả Rupert Christiansen chỉ ra rằng bức tranh mô tả nhiều nhân vật hơn thực tế vào thời điểm chiếc bè được cứu – bao gồm cả những xác chết mà những người cứu hộ không ghi lại. Thay vì buổi sáng đầy nắng và sóng yên biển lặng như những gì được ghi chép lại vào ngày giải cứu, Géricault đã miêu tả một cơn bão đang dồn tới, biển động và tối để làm tăng cảm giác u ám.

### Tác phẩm cuối cùng
Géricault đã quyết định đi tu sau khi buộc phải phá vỡ một cuộc tình đầy đau đớn với dì của mình. Từ tháng 11 năm 1818 đến tháng 7 năm 1819, ông đã sống một cuộc sống kỷ luật như trong tu viện tại xưởng vẽ của mình ở Faubourg du Roule. Bữa ăn được người giúp việc của ông chuẩn bị và thỉnh thoảng ông mới chi tiêu cho một buổi tối ở ngoài. Ông và người trợ lý 18 tuổi Louis-Alexis Jamar ngủ trong một căn phòng nhỏ cạnh xưởng vẽ. Thi thoảng, hai người có cãi cọ lẫn nhau và trong một lần, Jamar đã bỏ đi. Sau hai ngày, Géricault đã có thể thuyết phục anh ta trở lại. Trong xưởng vẽ ngăn nắp trật tự của ông, vị họa sĩ đã làm việc một cách có hệ thống trong sự yên tĩnh tuyệt đối và nhận ra rằng ngay cả những tiếng ồn của chuột cũng đã đủ để phá vỡ sự tập trung của ông.

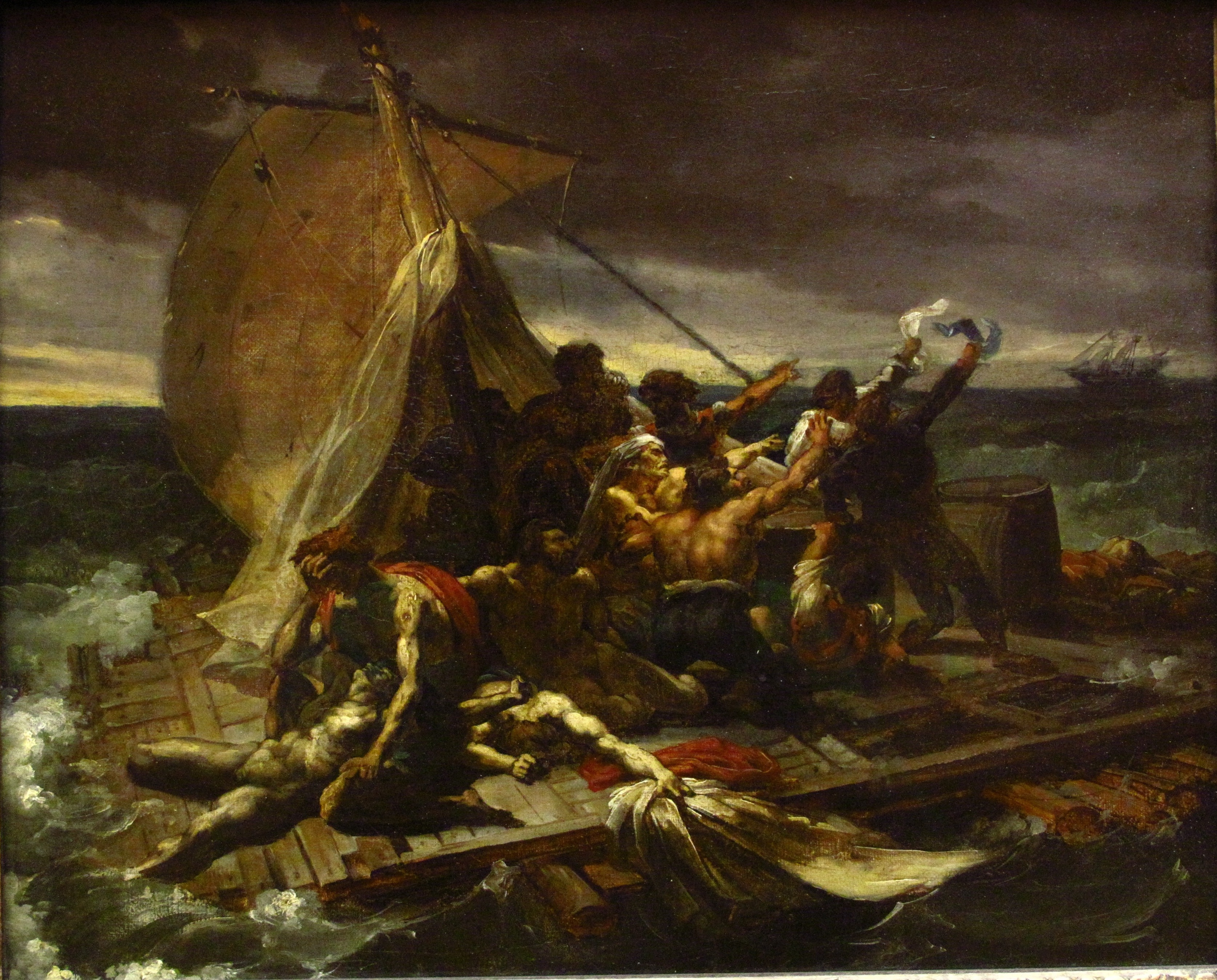
Nghiên cứu (kh. 1818–1819), 38 cm × 46 cm, Louvre. Bức vẽ dầu chuẩn bị này mô tả gần chính xác vị trí của các nhân vật trong tác phẩm cuối cùng.

Ông đã sử dụng bạn bè của mình làm người mẫu, đáng chú ý nhất là họa sĩ nổi tiếng Eugène Delacroix (1798–1863), người mẫu cho nhân vật ở tiền cảnh với mặt quay xuống và một cánh tay mở ra. Hai trong số những người sống sót đã được thể hiện bằng bóng tối dưới chân cột buồm; Ba nhân vật được vẽ từ nguyên mẫu người thật, đó là ba người đã may mắn sống sót Corréard, Savigny và Lavillette. Jamar đã khỏa thân để tạo dáng cho nhân vật trạc tuổi thanh thiếu niên đã chết, trườn xuống biển ở tiền cảnh và đồng thời cũng là người mẫu cho hai nhân vật khác.
Theo Hubert Wellington, Delacroix – người sẽ trở thành đầu tàu của chủ nghĩa Lãng mạn Pháp sau cái chết của Géricault – đã viết rằng; "Géricault đã cho phép tôi thưởng thức Chiếc bè của chiến thuyền Méduse của anh ấy khi anh ấy vẫn đang thực hiện nó. Nó để lại ấn tượng rất mạnh với tôi và khi tôi rời xưởng vẽ [của Géricault], tôi bắt đầu chạy như một thằng điên và không dừng lại cho đến khi tôi về đến phòng của mình."
Géricault đã sử dụng những chiếc cọ nhỏ và dầu nhớt, cho phép ít thời gian để sửa lại và sẽ khô ráo vào sáng hôm sau. Ông cất giữ màu sắc ở cách xa nhau: Bảng màu của ông bao gồm màu đỏ son, trắng, màu vàng naples, hai loại màu đất son vàng khác nhau, hai loại đất son đỏ, xienna nguyên thủy, màu đỏ nhạt, xienna cháy, đỏ yên chi, xanh Phổ, đen đào, đen ngà, đất Cassel và bitum. Bitum có vẻ ngoài bóng mượt, láng khi được vẽ lên lần đầu tiên, nhưng sau một khoảng thời gian, nó lại chuyển màu sang màu đen. Khi đó, nó co rúm lại, tạo thành một bề mặt nhăn nheo, không thể cải tạo. Do đó, thông tin chi tiết trên một bề mặt lớn của tác phẩm khó có thể nhận ra ngày nay.

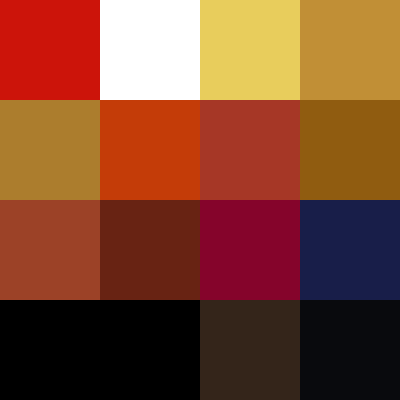
Biểu đồ này minh họa 16 màu chính được sử dụng cho bức tranh.

Géricault đã vẽ một bản phác thảo bố cục lên khung canvas. Ông đã hoàn thành từng nhân vật một trước khi chuyển sang người tiếp theo, trái ngược với phương pháp thông thường áp dụng lên toàn bộ tác phẩm. Sự tập trung vào các yếu tố riêng lẻ theo cách này đã mang lại cho tác phẩm cả một "hiện thân gây sốc" và tạo cảm giác sắp đặt có chủ đích mà một số nhà phê bình cho là tác dụng phụ. Hơn 30 năm sau khi tác phẩm được hoàn thành, người bạn Montfort của ông hồi tưởng:
[Phương pháp của Géricault] làm tôi ngạc nhiên không kém gì cái tính siêng năng đầy nhiệt huyết của anh ấy. Anh ấy vẽ trực tiếp lên tấm vải trắng mà không có bản phác thảo thô hay bất kỳ sự chuẩn bị nào, ngoại trừ các đường viền chắc chắn mà anh ấy vẽ ra và chất lượng của tác phẩm không vì thế mà trở nên tồi tệ. Tôi đã bị cuốn hút bởi cái cách mà anh ấy đã kiểm tra các hình mẫu một cách tỉ mỉ trước khi chạm cọ vào khung vẽ. [Nhìn vào vẻ bề ngoài] anh ấy dường như tiến hành [công việc] một cách chậm chạp, nhưng trong thực tế, anh ấy thực hiện rất mau lẹ, thực hiện nét vẽ [mới ngay sau khi] những cái khác đã vào vị trí, hiếm khi phải thực hiện nó bằng nhiều lần. Anh ấy biểu lộ rất ít chuyển động cơ thể hoặc của cánh tay. Vẻ mặt của anh ấy bình tĩnh một cách hoàn hảo...
Làm việc ít khi bị sao nhãng, vị họa sĩ đã hoàn thành bức tranh trong tám tháng; dự án này tốn tổng cộng 18 tháng.

## Ảnh hưởng
Chiếc bè của chiến thuyền Méduse chịu nhiều ảnh hưởng từ các danh họa cổ điển, từ bức Sự phán xét cuối cùng trên trần nhà nguyện Sistina của Michelangelo, Chúa hiển dung của Raffaello cho đến sự tham khảo từ các đại danh họa cùng thời như Jacques-Louis David (1748–1825) hay Antoine-Jean Gros (1771–1835) đến các sự kiện đương đại. Đến thế kỷ 18, các vụ đắm tàu đã trở thành một đặc điểm được công nhận của nghệ thuật vẽ về biển, cũng như sự xuất hiện ngày càng phổ biến của những cuộc hành trình được thực hiện bằng đường biển. Claude Joseph Vernet (1714–1789) đã tạo ra nhiều bức họa như thế. Không giống như các nghệ sĩ khác vào thời điểm đó, ông đã có thể thực hiện những tông màu cực kỳ tự nhiên thông qua quan sát trực tiếp và được cho là đã tự buộc mình vào cột buồm của một con tàu để có thể chứng kiến tận mắt một cơn bão.

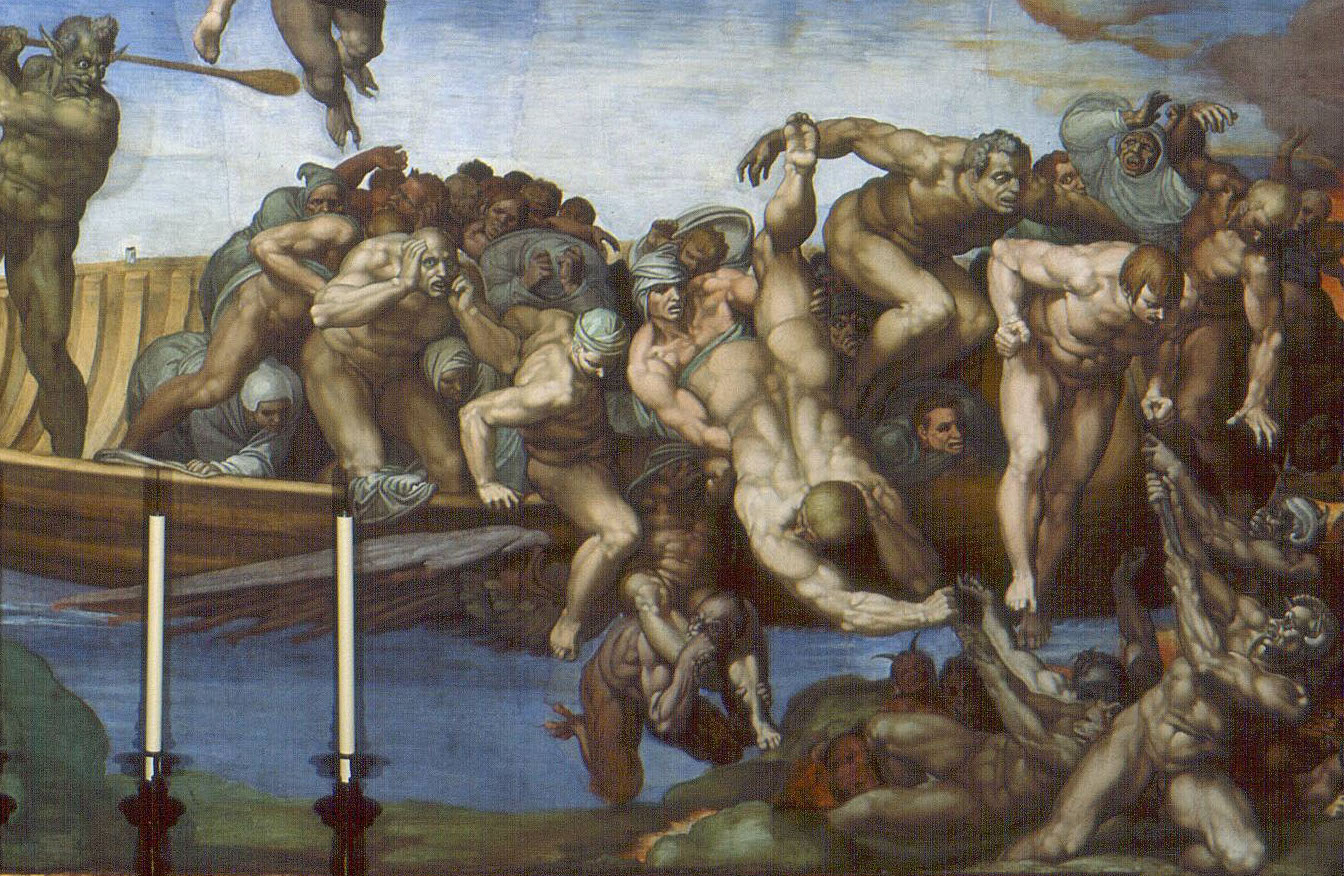
Michelangelo. Chi tiết bức Sự phán xét cuối cùng trong nhà nguyện Sistina. Géricault từng nói, "Michelangelo đã làm tôi rùng mình đến tận xương tuỷ, những linh hồn lạc lối đang hủy hoại lẫn nhau chắc chắn gợi lên sự hùng vĩ bi thảm của Nhà nguyện Sistina."

Mặc dù những con người được miêu tả trên chiếc bè đã trải qua 13 ngày lệnh đênh trên biển, phải hứng chịu đói khát, bệnh tật và phải ăn thịt người, Géricault bày tỏ sự tôn kính đối với trường phái anh hùng trong hội họa và miêu tả những nhân vật trong tác phẩm của mình với cơ bắp lực lưỡng. Theo nhà sử học nghệ thuật Richard Muther, tác phẩm vẫn chứa đựng nhiều yếu tố của chủ nghĩa cổ điển. Việc phần lớn các nhân vật trong tranh đều gần như khỏa thân, ông cho rằng là nảy sinh từ mong muốn tránh những trang phục "thiếu sinh động" của tác giả. Muther nhận xét rằng "vẫn còn một cái gì đó không thực tế trong mỗi nhân vật này, họ dường như không bị suy sụp bởi cảnh thiếu thốn, bệnh tật và cuộc đấu tranh với cái chết".
Ảnh hưởng của Jacques-Louis David có thể được nhìn thấy ở phạm vi của bức tranh, sự căng thẳng được khắc họa của các nhân vật và những cử chỉ được tôn lên trong một giây phút mang tính chất quan trọng – khi những nhân vật nhận thấy sự xuất hiện của con tàu đang tiến đến – đã được Géricault miêu tả. Vào năm 1793, David cũng đã vẽ một sự kiện quan trọng đương thời với bức tranh Cái chết của Marat. Bức tranh của ông đã có một tác động chính trị to lớn trong thời kỳ cách mạng ở Pháp và nó là tiền lệ quan trọng cho Géricault quyết định vẽ một sự kiện vừa mới xảy ra. Học trò của David, Antoine-Jean Gros cũng giống như người thầy của mình, đều đại diện cho "sự cao cả của một trường phái gắn liền với một chính nghĩa đã mất". Nhưng trong một số tác phẩm nổi trội của mình, ông đã thể hiện Napoléon và những nhân vật đã chết hoặc vô danh với độ nổi bật như nhau. Géricault có lẽ đã đặc biệt ấn tượng với bức tranh Bonaparte thăm viếng các bệnh nhân dịch hạch ở Jaffa được vẽ năm 1804 của Gros.

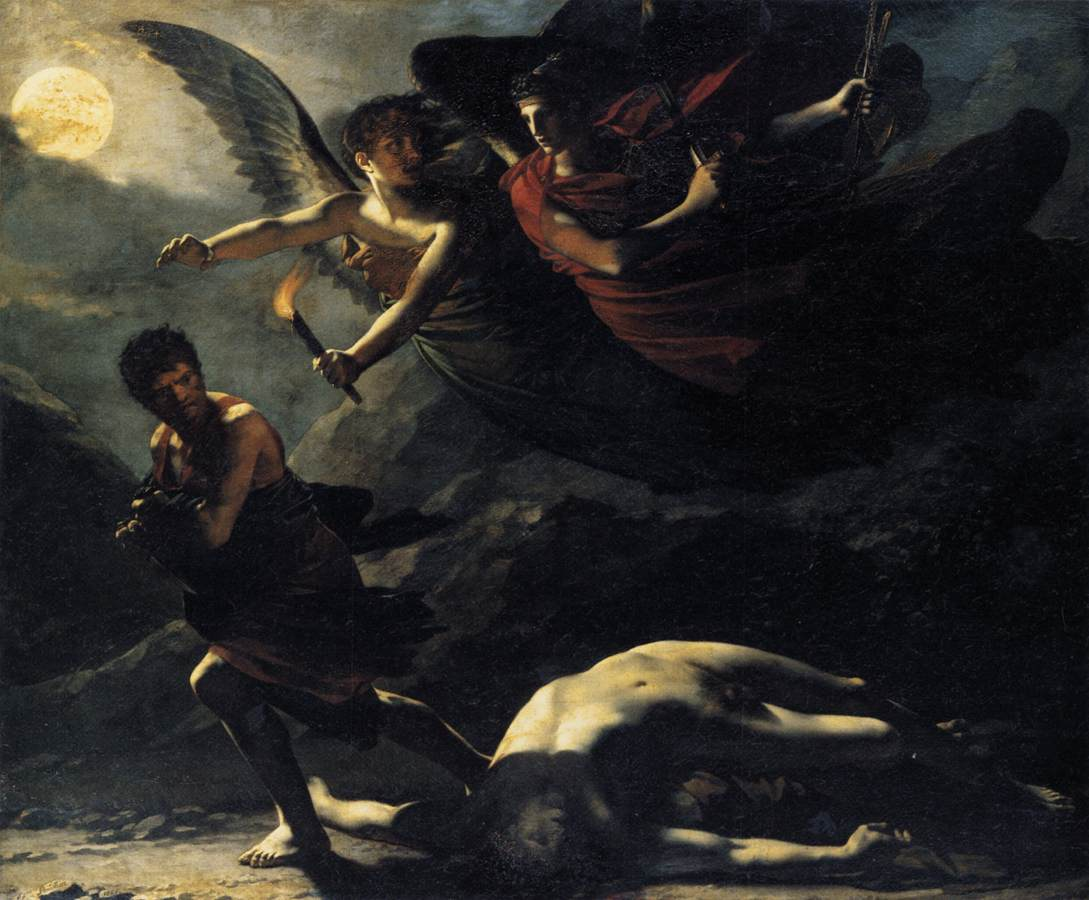
Pierre-Paul Prud'hon. Công lý và Sự báo thù và thù hận theo đuổi tội ác, 1808, 244 cm × 294 cm, J. Paul Getty Museum, Getty Center, Los Angeles. Sự đen tối và tử thi lõa thể nằm ngổn ngang đã gây ảnh hưởng đến bức tranh của Géricault.

Géricault thời trai trẻ đã vẽ các bản sao tác phẩm của Pierre-Paul Prud'hon (1758–1823), người có "những bức tranh bi thương đầy dông bão", bao gồm kiệt tác "Công lý và Sự báo thù và thù hận theo đuổi tội ác", nơi bóng đêm ngột ngạt, với tâm điểm là một tử thi lõa lồ, nằm ngổn ngang rõ ràng đã ảnh hưởng đến tác phẩm của Géricault.
Hình ảnh người đàn ông lớn tuổi ở tiền cảnh có thể là một sự ám chỉ đến nhân vật Ugolino từ Hỏa ngục của Dante, một chủ đề mà Géricault đã dự tính vẽ và dường như mượn từ một bức tranh về Ugolini của Henry Fuseli (1741–1825) mà Géricault có thể biết thông qua các bản in ấn. Ở Dante, Ugolino phạm tội ăn thịt người, đó là một trong những khía cạnh giật gân nhất của những ngày trên bè. Géricault dường như ám chỉ điều này thông qua việc vay mượn từ Fuseli. Một phác họa nghiên cứu bằng màu nước của Chiếc bè của chiến thuyền Méduse hiện đang ở bảo tàng Louvre với cảnh một nhân vật đang ngấu nghiến nhai cánh tay của một xác chết không đầu miêu tả về điều này rõ ràng hơn.
Một số bức tranh Anh và Mỹ bao gồm bức Cái chết của Thiếu tá Pierson của John Singleton Copley (1738–1818) đã vẽ trong vòng hai năm kể từ khi sự kiện này xảy ra đã tạo tiền lệ cho những tác phẩm hội họa lấy chủ đề đương đại sau này. Copley cũng đã vẽ một bức họa kích cỡ lớn mang chủ đề anh hùng về các thảm họa trên biển mà Géricault có thể đã tham khảo từ các bản in của chúng. Một trong số đó là Watson và con cá mập (1778) miêu tả một người da đen là trung tâm của bức tranh. Và tương tự như Chiếc bè của chiến thuyền Méduse, tác phẩm này tập trung vào nhân vật hơn là đại cảnh xung quanh. Ngoài ra Sự thất bại của pháo đài nổi tại Gibraltar, tháng 9 năm 1782 (1791) và Cảnh một con tàu đắm (những năm 1790) – một tác phẩm có bố cục tương tự – đã ảnh hưởng đến cả phong cách lẫn chủ đề của các tác phẩm của Géricault. Một tiền lệ quan trọng hơn nữa cho yếu tố chính trị trong tác phẩm của Géricault là những tác phẩm của danh họa người Tây Ban Nha Francisco Goya, đặc biệt là sê-ri Thảm họa chiến tranh năm 1810 và kiệt tác Ngày 3 tháng 5 năm 1808 được vẽ năm 1814 của ông. Goya cũng đã thực hiện một bức tranh đề cập đến thảm họa trên biển, được gọi đơn giản là Tàu đắm (không rõ ngày tháng), nhưng mặc dù cả hai bức tranh đều chứa tính chất truyền cảm giống nhau, bố cục và phong cách của tác phẩm của Goya không giống Chiếc bè của chiến thuyền Méduse. Vì thế mà có nhiều khả năng là Géricault chưa từng nhìn thấy bức tranh này.

## Triển lãm và tiếp nhận

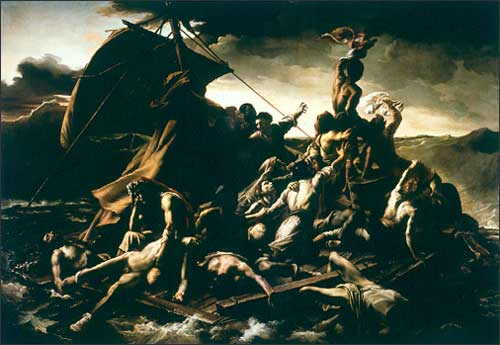
Bản sao kích cỡ thật của Pierre-Désiré Guillemet và Étienne-Antoine-Eugène Ronjat, 1859–60, 493 cm × 717 cm, Bảo tàng Picardie, Amiens

Chiếc bè của chiến thuyền Méduse được trưng bày lần đầu tiên tại cuộc triển lãm tranh tại Paris năm 1819 dưới tiêu đề chung chung là Scène de Naufrage (Cảnh tàu đắm), mặc dù chủ đề thực sự của nó không thể nhầm lẫn cho người xem đương đại. Chiếc bè của Géricault là ngôi sao của cuộc triển lãm lần này: "Nó đập vào mắt mọi người và kéo người xem vây quanh nó" (Le Journal de Paris). Vua Louis XVIII đã đến thăm cuộc triển lãm ba ngày trước khi khai mạc, và theo như tường trình cho hay "Monsieur, vous venez de faire un naufrage qui n'en est pas un pour vous", tạm dịch là "Thưa ngài (Géricault), con tàu đắm của ngài nhất định không gặp tai ách". Những nhà phân tích đều khá chia rẽ: sự rùng rợn và "terribilità" của đối tượng đem lại cho nó sự quyến rũ, nhưng điều đó không được những tín đồ trường phái cổ điển đồng tình, họ tỏ ra không thích thú với những gì họ mô tả như một "đống xác chết", chủ nghĩa hiện thực mà họ cho là khác xa với "vẻ đẹp lý tưởng" được Girodet đại diện trong tác phẩm Pygmalion và Galatea (chiến thắng cùng năm đó). Tác phẩm của Géricault đã đối mặt với một nghịch lý lớn của hội họa: Làm thế nào để một chủ đề kinh hãi và thậm chí "ghê tởm" như thế có thể trở thành một tác phẩm mỹ thuật được tán dương? Làm thế nào để nghệ thuật hoà hợp được với thực tế? Coupin Marie-Philippe de la Couperie, một họa sĩ Pháp cùng thời với Géricault nói rằng: "Ngài Géricault đã nhầm rồi. Mục tiêu của vẽ tranh là nói những điều đẹp đẽ bằng tâm hồn và con mắt, thay vì gây ra cảm giác khó chịu gớm tởm như thế". Nhưng bức tranh vẫn được rất nhiều người ngưỡng mộ, trong đó có nhà văn kiêm nhà phê bình nghệ thuật Auguste Jal, một người không tiếc lời ca ngợi chủ đề mang tính chính trị chống đối và ý thức đòi tự do của nó (bênh vực người thấp cổ bé họng, phê phán chủ nghĩa bảo hoàng cực đoan). Nhà sử học Jules Michelet còn làm cho vấn đề trở nên nghiêm trọng hơn khi ông cảnh báo xã hội đương thời: "Toàn bộ xã hội chúng ta đang đi trên chiếc bè Méduse [...]."

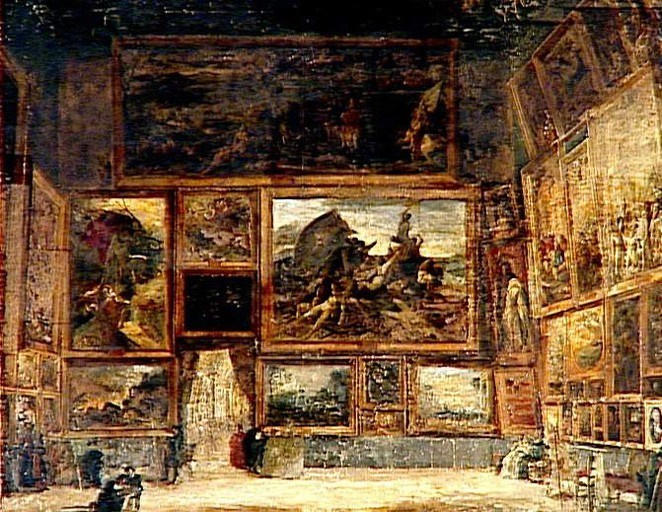
Chiếc bè của chiến thuyền Méduse tại Salon Carré ở Louvre của Nicolas Sebastien Maillot, 1831, Louvre, miêu tả chiếc bè của Géricault được treo bên cạnh những tác phẩm của Poussin, Lorrain, Rembrandt và Caravaggio

Géricault đã cố tình tìm kiếm sự đối đầu cả về mặt nghệ thuật lẫn chính trị. Các nhà phê bình đã phản ứng với cách tiếp cận ngông cuồng của Géricault một cách tử tế. Phản ứng của họ là chống đối hoặc khen ngợi, tùy thuộc vào người viết đồng cảm với quan điểm ủng hộ của hoàng gia Bourbon hay chủ nghĩa tự do. Bức tranh được xem là đã thể hiện sự đồng cảm với những con người trên bè và bao gồm cả chính nghĩa chống lại chủ nghĩa thực dân của những con người đã sống sót qua vụ thảm họa là Savigny và Corréard. Quyết định đặt một người da đen ở cực điểm của tác phẩm là một biểu hiện gây tranh cãi về sự đồng cảm với chủ nghĩa bãi nô của Géricault. Nhà phê bình nghệ thuật Christine Riding đã suy đoán rằng Géricault sau này đã lên kế hoạch đưa bức tranh đi triển lãm ở Luân Đôn để tranh thủ sự ủng hộ từ phong trào ủng hộ bãi nô đang diễn ra ở đó. Theo nhà phê bình và giám tuyển nghệ thuật Karen Wilkin, bức tranh của Géricault đóng vai trò như một "bản cáo trạng về những hành động bất lương, dối trá của tầng lớp quan chức của Pháp thời kỳ hậu Napoléon, vốn phần lớn được tuyển dụng từ tầng lớp con ông cháu cha của các gia đình đang còn tồn tại của Ancien Régime (Chế độ cũ)".

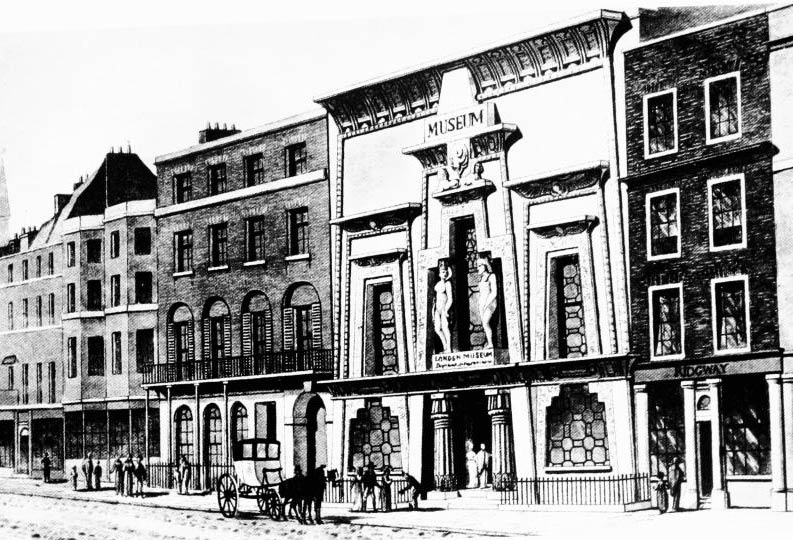
Năm 1820, Géricault đã trưng bày thành công bức tranh tại Hội trường Ai Cập ở Piccadilly, Luân Đôn.

Bức tranh nói chung đã gây ấn tượng mạnh với công chúng xem dù chủ đề của nó khiến nhiều người không ngó tới nó. Điều đó khiến Géricault không đạt được sự đón nhận mà ông đã kỳ vọng. Vào cuối triển lãm, bức tranh đã được ban giám khảo trao tặng huy chương vàng, nhưng họ không cho tác phẩm một phần thưởng thanh thế hơn – lựa chọn nó cho bộ sưu tập quốc gia của Louvre. Thay vào đó, Géricault được đặt vẽ một bức tranh mang chủ đề Thánh Tâm Chúa Giêsu, công việc mà ông đã bí mật chuyển cho Delacroix vẽ, rồi sau khi tác phẩm hoàn thành, ông đã ký tên vào đó và nói tác phẩm đó là do mình đã vẽ. Géricault rút lui về vùng nông thôn, nơi ông suy sụp vì kiệt sức và những tác phẩm không bán được của ông đều đã được cuộn lại và lưu trữ trong xưởng của một người bạn.
Géricault đã sắp xếp cho bức tranh xuất hiện tại triển lãm ở Luân Đôn vào năm 1820, nơi nó được trưng bày từ ngày 10 tháng 6 cho đến cuối năm tại Hội trường Ai Cập của William Bullock ở Piccadilly, Luân Đôn và được khoảng 40.000 lượt khách chiêm ngưỡng. Bức tranh được đón nhận tích cực ở Luân Đôn hơn là tại Paris và nó được ca ngợi như một đại diện cho một hướng đi mới của nền nghệ thuật Pháp. Bức họa nhận được nhiều đánh giá tích cực hơn so với khi nó được trưng bày tại Salon. Cách thức trưng bày bức tranh đã đóng góp một phần vào việc này. Tại Paris, nó được treo tại Salon Carré ở một vị trí khá cao, một lỗi mà Géricault đã nhận ra khi ông nhìn thấy tác phẩm được các thợ nghề đặt bức tranh vào vị trí. Điều này không xảy ra ở Luân Đôn, vì nó được đặt khá sát nền nhà, giúp nó có thể phô diễn hết sự hoành tráng của mình. Ngoài ra cũng có những lý do khác có thể đã khiến nó trở nên nổi tiếng ở Anh như vậy, bao gồm "sự tự khen quốc gia", sự hấp dẫn của bức tranh như là một phương tiện giải trí khủng khiếp và hai vở kịch dựa trên các sự kiện xảy ra với chiếc bè bằng rất nhiều chi tiết từ tác phẩm của Géricault diễn ra trùng thời điểm của cuộc triển lãm. Thông qua triển lãm Luân Đôn, Géricault đã kiếm được gần 20.000 franc, đó là phần của ông nhận được từ khoản lợi nhuận thu về từ tiền vé và nhiều hơn đáng kể so với số tiền mà ông sẽ được trả nếu chính phủ Pháp mua tác phẩm này. Sau triển lãm Luân Đôn, Bullock đã mang bức tranh đến Dublin vào đầu năm 1821. Tuy nhiên, nó đã gặt hái được ít thành công hơn tại cuộc triển lãm đó, chủ yếu là do sự góp mặt của một bức tranh toàn cảnh cùng chủ đề với tên gọi "Xác tàu Medusa" của công ty anh em Marshall, được cho là đã vẽ dưới sự chỉ đạo của một trong những người sống sót sau thảm họa.
Chiếc bè của chiến thuyền Méduse đã được người phụ trách bảo tàng Louvre, Bá tước Forbin, mua lại từ người thừa kế của Géricault sau khi ông qua đời vào năm 1824. Bức tranh hiện đang thống trị căn phòng trưng bày của nó ở Louvre. Dòng chữ ghi chú bên dưới bức tranh ghi rằng "người anh hùng duy nhất trong câu chuyện đầy thương tâm này là nhân loại".
Vào một thời điểm giữa năm 1826 và năm 1830, họa sĩ người Mỹ George Cooke (1793–1849) đã tạo một bản sao của bức tranh với kích thước nhỏ hơn (130.5 x 196.2 cm; khoảng 4 ft × 6 ft). Bức tranh đã được mang đi trưng bày tại Boston, Philadelphia, New York và Washington DC trước những đám đông có hiểu biết về những tranh cãi xung quanh vụ đắm tàu. Bức tranh đã nhận được nhiều đánh giá tích cực và trở thành nguồn cảm hứng của các vở kịch, thơ, các buổi biểu diễn và thậm chí là cả một cuốn sách thiếu nhi. Nó được một cựu đô đốc tên là Uriah Phillips mua lại. Vào năm 1862, ông đã chuyển giao nó lại cho New-York Historical Society, nơi nó bị phân loại sai thành một tác phẩm của một vị họa sĩ nổi tiếng khác của Hoa Kỳ là Gilbert Stuart. Sai lầm này vẫn không được phát hiện cho tới tận một cuộc điều tra diễn ra vào năm 2006 do Nina Athanassoglou-Kallmy, giáo sư lịch sử nghệ thuật tại Đại học Delaware, chỉ đạo. Bộ phận bảo tồn của trường đại học đã tiến hành phục chế lại tác phẩm này.
Do tác phẩm gốc Géricault đang trong tình trạng xuống cấp, bảo tàng Louvre vào những năm 1859–1860 đã ủy quyền cho hai nghệ sĩ người Pháp, Pierre-Désiré Guillemet và Étienne-Antoine-Eugène Ronjat tạo ra một bản sao kích thước giống hệt bản gốc nhằm phục vụ các buổi triển lãm.
Vào mùa thu năm 1939, Méduse đã bị đóng gói để đưa ra khỏi bảo tàng Louvre trước sự bùng nổ của chiến tranh. Một chiếc xe tải chở đồ dùng nhà hát của Comédie-Française đã vận chuyển bức tranh tới Versailles trong đêm ngày 3 tháng 9. Một thời gian sau, Méduse được chuyển đến Château de Chambord, nơi nó tồn tại cho đến sau khi Thế chiến thứ hai kết thúc.

## Di sản

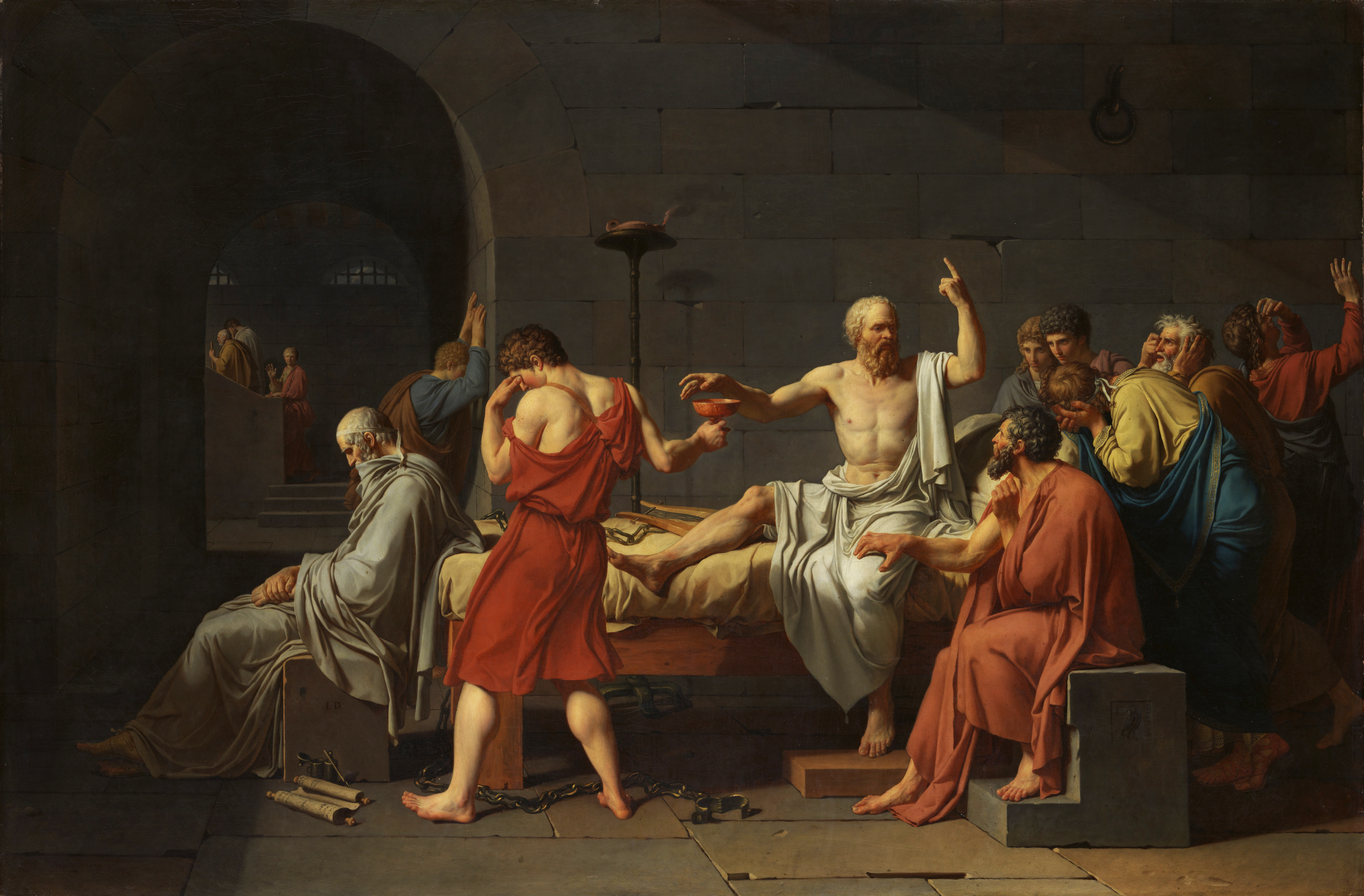
Jacques-Louis David, Cái chết của Socrates 1787, 129.5 cm × 196.2 cm, Viện bảo tàng Mỹ thuật Metropolitan. David là người đại diện cho phong cách Tân cổ điển, cái Géricault tìm cách phá vỡ.

Khi nhấn mạnh vào việc miêu tả một sự thật khó chịu, Chiếc bè của chiến thuyền Méduse là một bước ngoặt trong phong trào lãng mạn mới nổi của nền hội họa nước Pháp và "đặt nền móng cho một cuộc cách mạng mỹ học" chống lại phong cách Tân cổ điển thịnh hành lúc bấy giờ. Cấu trúc và cách mô tả nhân vật của Géricault tuy đậm chất cổ điển, nhưng sự hỗn loạn tương phản của chủ đề thể hiện một sự thay đổi đáng kể trong xu hướng nghệ thuật và tạo ra một cầu nối quan trọng giữa phong cách Tân cổ điển và Lãng mạn. Vào năm 1815, Jacques-Louis David, khi đó đang sống lưu vong ở Bruxelles, vừa là người đi đầu của thể loại tranh lịch sử nổi tiếng – một thể loại mà ông đã quá hoàn hảo – vừa là bậc thầy của phong cách Tân cổ điển. Ở Pháp, cả tranh lịch sử và phong cách tân cổ điển tiếp tục thể hiện qua tác phẩm của Antoine-Jean Gros, Jean Auguste Dominique Ingres, François Gérard, Anne-Louis Girodet de Roussy-Trioson, Pierre-Narcisse Guérin – sư phụ của cả Géricault và Delacroix – và những nghệ sĩ khác vẫn dành trọn tâm huyết với truyền thống nghệ thuật của David và Nicolas Muffsin.

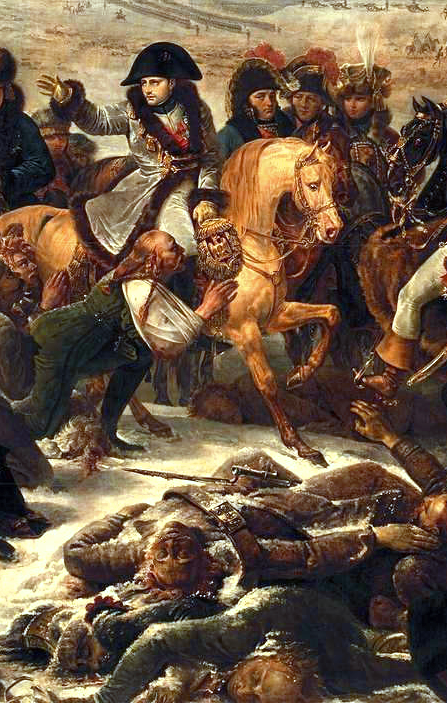
Antoine-Jean Gros, chi tiết từ Napoléon trên chiến trường Eylau, 1807, Louvre. Giống như Gros, Géricault đã từng nhìn thấy và chịu đựng áp bức bạo lực, và bị làm phiền bởi những hậu quả mà con người gây nên

Trong bài giới thiệu về Tạp chí Eugène Delacroix, Hubert Wellington đã viết về ý kiến của Delacroix về tình trạng hội họa Pháp ngay trước Cuộc triển lãm tranh năm 1819. Theo Wellington, "Sự pha trộn gây tò mò giữa [phong cách] cổ điển với viễn cảnh thực tế được áp đặt bởi kỷ luật của David hiện đang đánh mất sự nhiệt tình và hứng thú. Bản thân bậc sư phụ của nó cũng đã bước vào những ngày cuối cùng của mình và đang phải lưu vọng Bỉ. Môn đồ ngoan ngoãn nhất của ông, Girodet – một nhà cổ điển tinh tế và đầy ham mê – đã tạo ra những bức tranh lạnh lẽo đến lạ lùng. Gérard, một trong những họa sĩ vẽ tranh chân dung thành công nhất dưới thời Đệ nhất Đế chế Pháp (sở hữu một số bức tranh đáng ngưỡng mộ) lún vào mốt vẽ tranh lịch sử cỡ lớn vốn đang thịnh hành lúc bấy giờ nhưng lại thiếu đi sự nhiệt huyết cần thiết."
Chiếc bè của chiến thuyền Méduse tuy chứa đựng những cử chỉ và quy mô của một bức tranh lịch sử truyền thống nhưng nó miêu tả những con người bình dân, chứ không phải là anh hùng, trái ngược bối cảnh đang bày ra trước mắt. Chiếc bè của Géricault rõ ràng thiếu đi một người hùng và bức tranh của ông không chứa đựng lý do gì ngoài sự sống còn mong manh. Theo lời của Christine Riding thì tác phẩm đại diện "sự ảo tưởng hy vọng và đau khổ vô nghĩa và tệ nhất, bản năng cơ bản của con người để tồn tại đã khiến họ bỏ qua mọi khái niệm đạo đức và khiến con người văn minh trở nên man rợ".
Cơ bắp không tì vết của nhân vật trung tâm vẫy tàu cứu hộ gợi nhớ đến các tình tiết trong hội họa Tân cổ điển, tuy nhiên tính tự nhiên của ánh sáng và bóng tối, sự tuyệt vọng chân thật được thể hiện bởi những người sống sót và những đặc điểm tạo xúc cảm của bố cục khác biệt với sự mộc mạc của trường phái Tân cổ điển. Đó là một bước đi rời xa các chủ đề tôn giáo hoặc cổ điển của những tác phẩm trước đó vì nó mô tả các sự kiện đương thời với các nhân vật tầm thường và không anh hùng. Cả cách lựa chọn về chủ đề lẫn phương thức tôn lên khoảnh khắc kịch tính là điển hình của những bức tranh thuộc chủ nghĩa lãng mạn – những dấu hiệu mạnh mẽ về mức độ mà Géricault đã dịch chuyển khỏi phong trào Tân cổ điển đang thịnh hành lúc bấy giờ.
Hubert Wellington nói rằng trong khi Delacroix là một người hâm mộ trọn đời của Gros, thì sự nhiệt tình thống trị tuổi trẻ của ông là dành cho Géricault. Những thành phần kịch tính trong tác phảm của Géricault, với sự tương phản mạnh mẽ và dáng điệu độc đáo, đã kích thích Delacroix tin tưởng vào sự thúc đẩy sáng tạo của chính mình cho một tác phẩm lớn. Delacroix đã từng nói, "Géricault đã cho tôi xem bức Chiếc bè của chiến thuyền Méduse khi anh ấy vẫn còn đang thực hiện nó." Ảnh hưởng của bức tranh có thể được nhìn thấy trong bức tranh Chiếc thuyền của Dante (1822) của Delacroix và xuất hiện trở lại như một nguồn cảm hứng trong các tác phẩm sau này như Con tàu đắm của Don Juan (1840) của Delacroix.

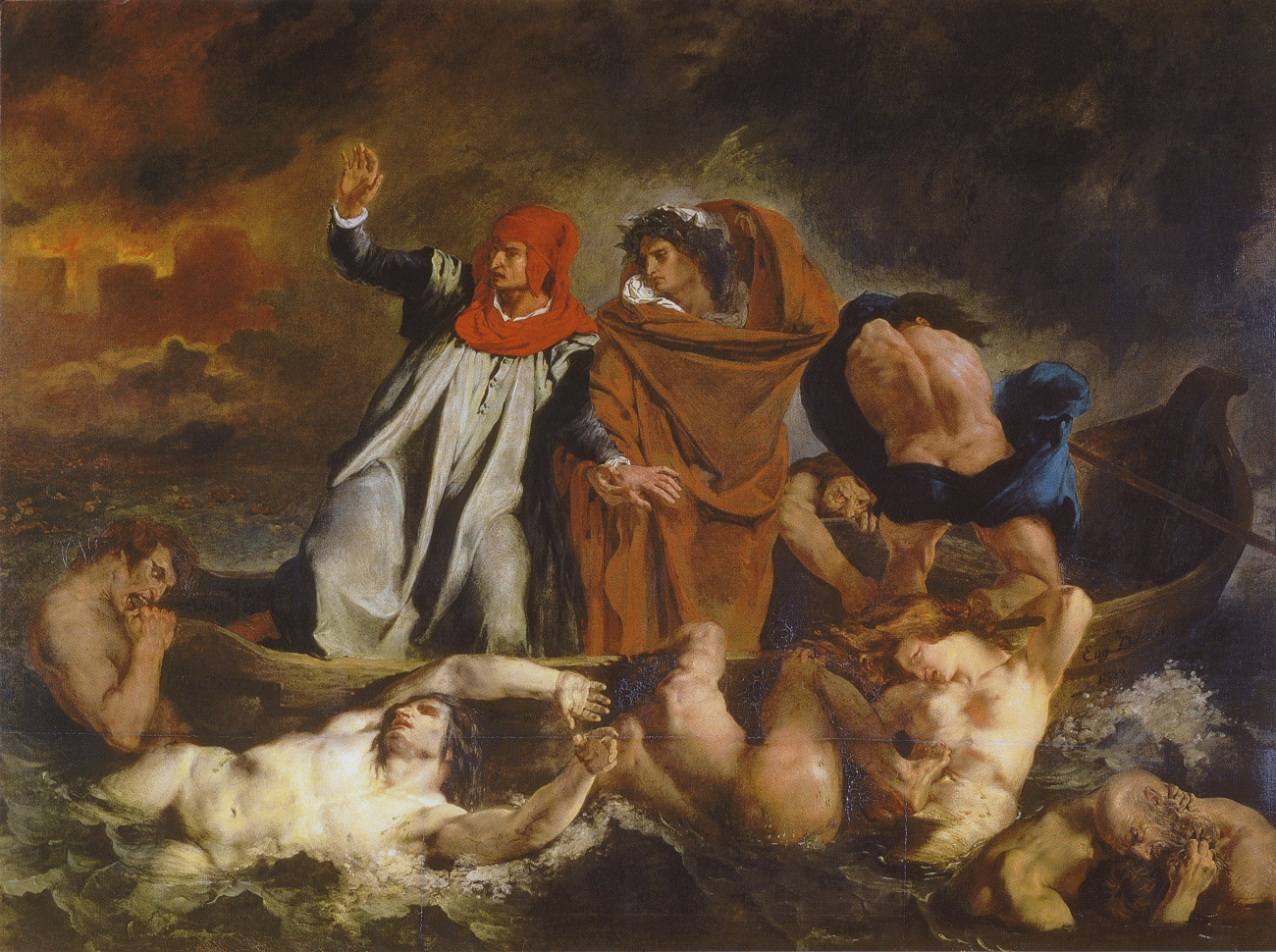
Eugène Delacroix, Con thuyền của Dante, 1822. Ảnh hưởng của Chiếc bè của chiến thuyền Méduse đối với tác phẩm của Delacroix thời thanh xuân ngay lập tức được thể hiện rõ ràng trong bức tranh này, cũng như trong nhiều tác phẩm sau này của ông.

Cũng theo Wellington, kiệt tác Nữ thần Tự do dẫn dắt nhân dân năm 1830 của Delacroix, lấy cảm hứng trực tiếp từ Chiếc bè của chiến thuyền Méduse và Thảm sát tại Chios của chính ông. Wellington viết rằng "trong khi Géricault quan tâm đến chi tiết thực tế đến mức tìm kiếm những người sống sót trong vụ đắm tàu đó làm người mẫu, thì Delacroix cảm thấy tác phẩm của mình mang [một cái gì đó] sinh động hơn, ..., và chi phối họ bởi hình tượng tượng trưng của sự tự do của nền Cộng hòa, một trong những tạo hình xuất sắc nhất mà ông đã chế tác."
Nhà sử học nghệ thuật và điêu khắc Albert Elsen tin rằng hai tác phẩm Chiếc bè của chiến thuyền Méduse và Cuộc thảm sát tại Chios của Delacroix đã cung cấp nguồn cảm hứng cho tác phẩm điêu khắc kinh điển Cánh cửa Địa ngục của Auguste Rodin. Ông viết rằng "Cuộc thảm sát tại Chios của Delacroix và Chiếc bè của chiến thuyền Méduse đã khiến Rodin đối diện với quy mô [khủng] những nạn nhân vô danh của các thảm kịch chính trị... Nếu Rodin được truyền cảm hứng để tạo nên một tác phẩm sánh ngang với kiệt tác Sự phán xét cuối cùng của Michelangelo thì ông đã sử dụng Chiếc bè của chiến thuyền Méduse của Géricault làm vật truyền cảm hứng và sự tự tin."

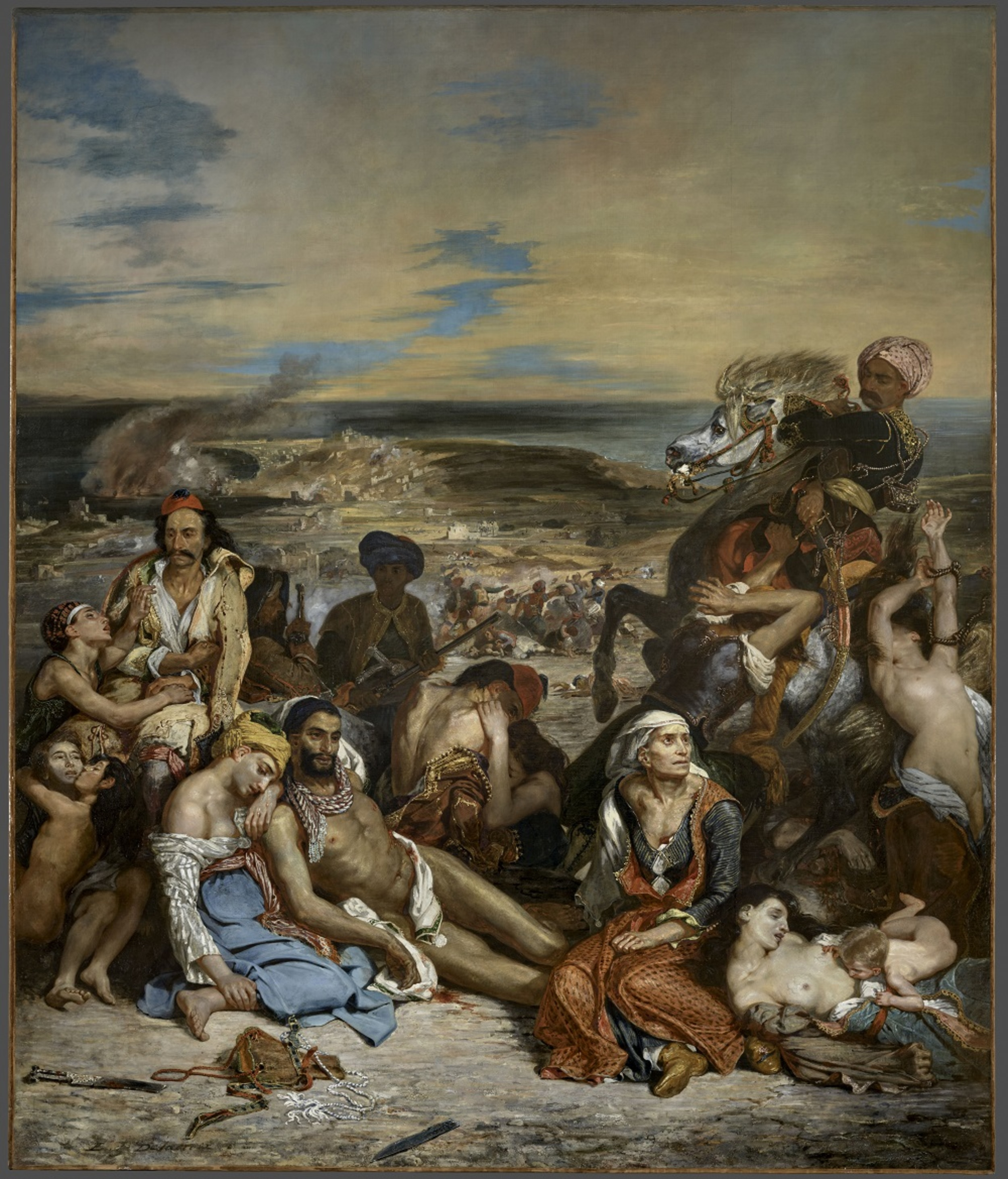
Eugène Delacroix, Thảm sát tại Chios, 1824, 419 cm × 354 cm, Louvre. Bức tranh này bắt nguồn trực tiếp từ Chiếc bè của chiến thuyền Méduse của Géricault và được vẽ vào năm 1824, năm Géricault qua đời.

Trong khi Gustave Courbet (1819–1877) có thể được mô tả như một họa sĩ phản-lãng mạn, thì các tác phẩm chính của ông như Lễ an táng tại Ornans (1849–50) hay Xưởng của người nghệ sĩ (1855) nợ Chiếc bè của chiến thuyền Méduse một món nợ. Chiếc bè của chiến thuyền Méduse không chỉ gây ảnh hưởng tới kích thước khổng lồ của tranh do Courbet vẽ, mà Courbet còn sẵn sàng khắc họa những con người bình thường cũng như các sự kiện chính trị đương thời, và ghi chép lại những con người, địa điểm và những sự kiện hàng ngày trong môi trường thực tế. Tại Triển lãm năm 2004 tại Viện Nghệ thuật Clark, Bonjour Monsieur Courbet: Bộ sưu tập Bruyas từ Musee Fabre, Montpellier, đã tìm cách so sánh các họa sĩ của chủ nghĩa hiện thực thế kỷ 19 bao gồm Courbet, Honoré Daumier (1808–1879) và Édouard Manet (1832–1883) với các nghệ sĩ gắn liền với Chủ nghĩa lãng mạn như Géricault hay Delacroix. Cuộc triển lãm đã thu hút những sự so sánh giữa tất cả các nghệ sĩ và trích dẫn rằng Chiếc bè của chiến thuyền Méduse như một công cụ ảnh hưởng đến chủ nghĩa hiện thực. Nhà phê bình Michael Fried nhận xét rằng Manet trực tiếp mượn hình ảnh người đàn ông đang bế con trai từ Chiếc bè của chiến thuyền Méduse để sáng tác họa phẩm Thiên thần tại Lăng mộ của Chúa Kitô của mình.
Chiếc bè của chiến thuyền Méduse thậm chí còn gây nên ảnh hưởng đến các nghệ sĩ ngoài nước Pháp. Francis Danby, một họa sĩ người Anh sinh ra ở Ireland, có lẽ đã được truyền cảm hứng từ bức tranh của Géricault khi ông thực hiện họa phẩm Hoàng hôn trên biển sau cơn bão năm 1824 và viết vào năm 1829 rằng Chiếc bè của chiến thuyền Méduse là "bức tranh lịch sử đẹp nhất và vĩ đại nhất tôi từng thấy".

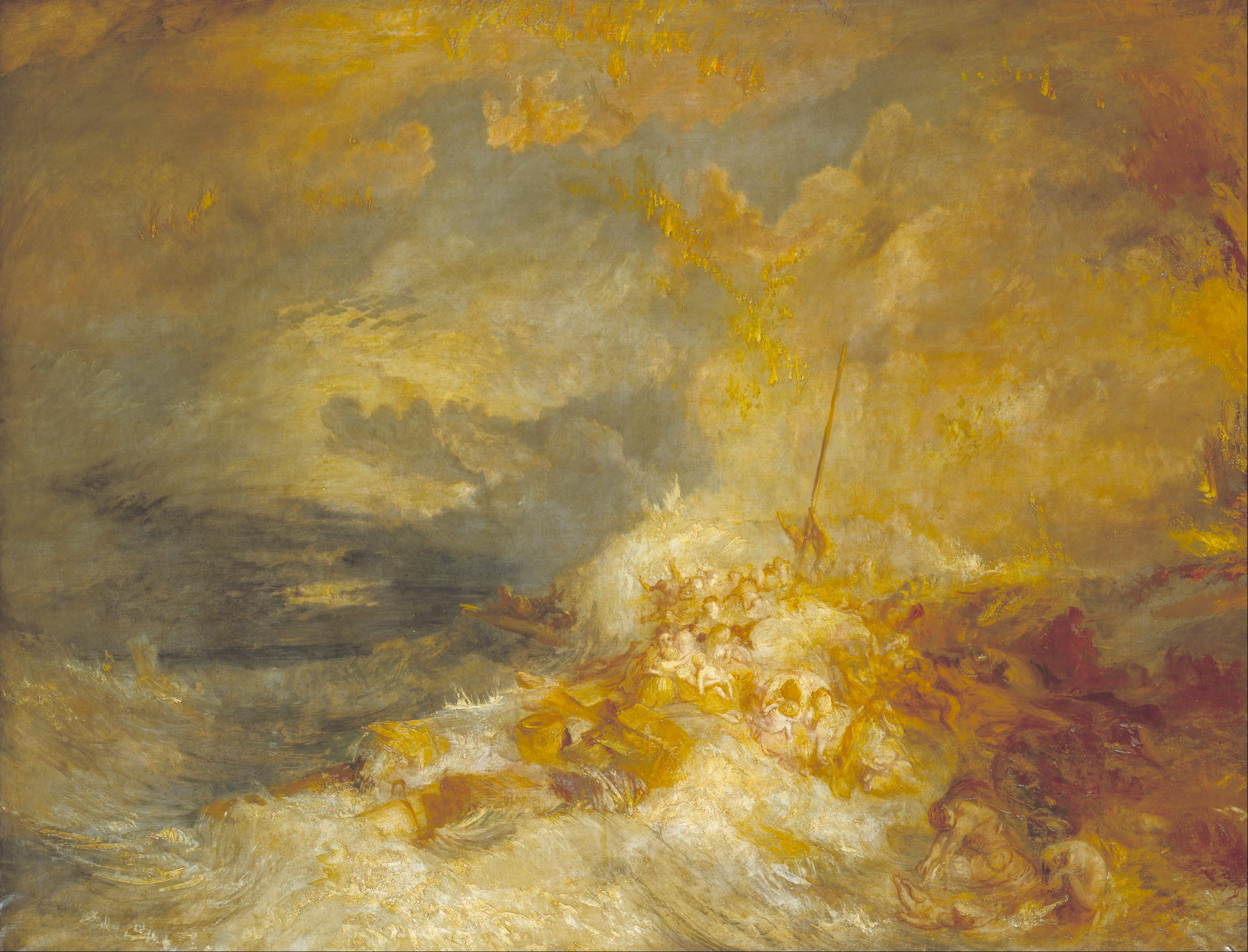
J. M. W. Turner, Một thảm họa trên biển (còn được biết đến là Xác tàu Amphitrite), khoảng 1833–35, 171.5 cm × 220.5 cm, Tate, Luân Đôn. Turner có lẽ đã nhìn thấy bức tranh của Géricault khi nó được triển lãm ở Luân Đôn vào năm 1820.

Chủ đề bi kịch hàng hải được thực hiện bởi J. M. W. Turner (1775–1851), người mà có lẽ giống như nhiều nghệ sĩ người Anh, nhiều khả năng đã có dịp chiêm ngưỡng bức tranh của Géricault khi nó được triển lãm ở Luân Đôn vào năm 1820. Họa phẩm Một thảm họa trên biển của ông (khoảng năm 1835) đã ghi lại một sự cố tương tự, lần này là một thảm họa của người Anh khi một con tàu bị ngập nước và những nhân vật sắp chết được đặt ở phần tiền cảnh của bức tranh. Việc đặt một nhân vật da màu vào trung tâm của bức tranh đã được Turner tái sử dụng trong Thuyền nô lệ (1840) mang sắc thái của những người theo chủ nghĩa bãi nô.

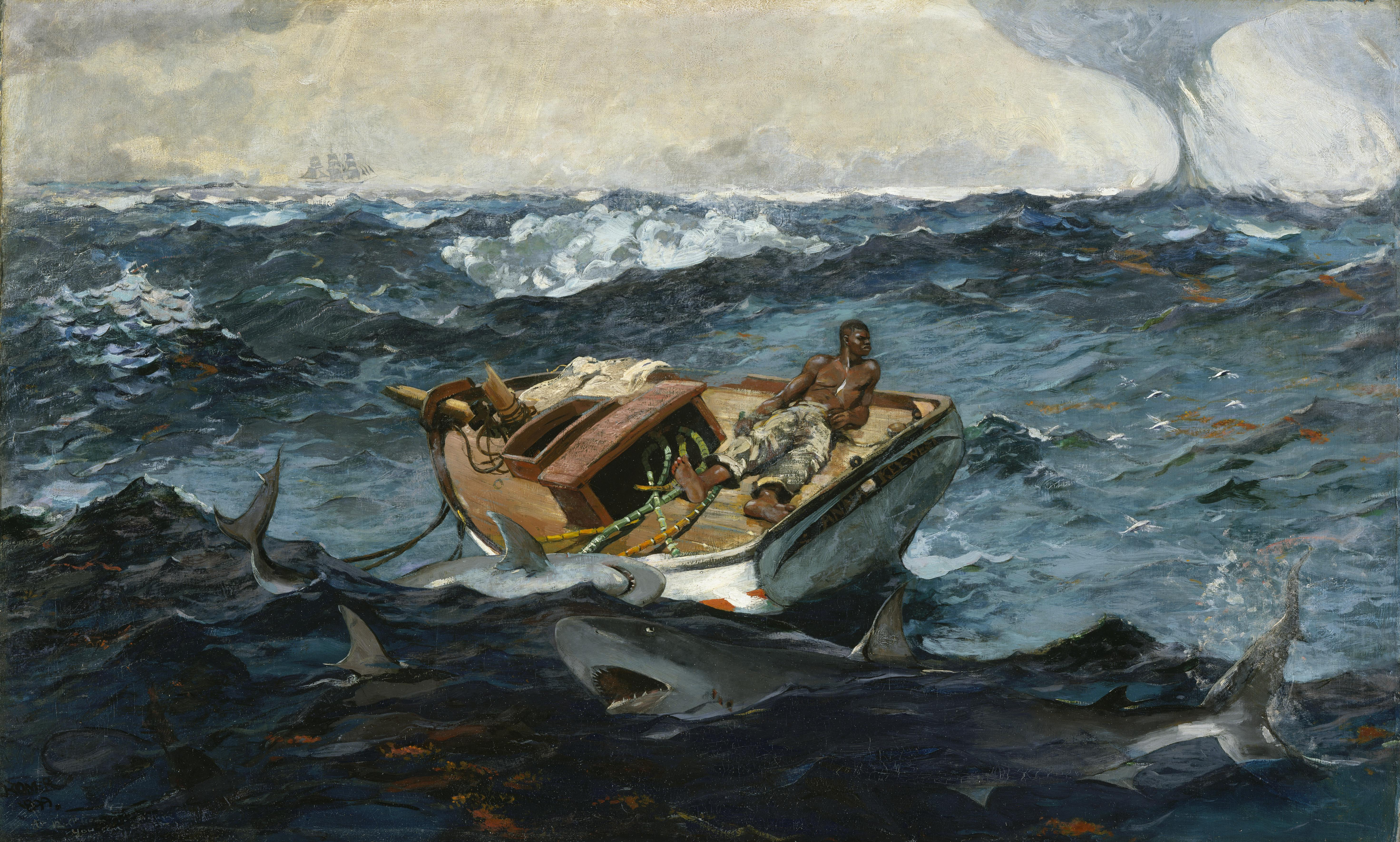
Winslow Homer, Dòng Vịnh, 1899, 71.5 cm × 124.8 cm, Viện bảo tàng Mỹ thuật Metropolitan

Dòng Vịnh (1899) bởi họa sĩ người Mỹ Winslow Homer (1836–1910), sao chép bố cục của Chiếc bè của chiến thuyền Méduse với một con tàu bị nạn bị vây quanh bởi một bầy cá mập trong khi họ đang bị một vòi rồng nước đe dọa. Cũng giống như Géricault, Homer biến một người đàn ông da đen thành nhân vật chính trong cảnh, mặc dù ở đây anh ta là người duy nhất ở trên tàu. Một con tàu ở đằng xa gợi nhớ đến con tàu Argus trong họa phẩm của Géricault. Sự dịch chuyển từ kịch chủ nghĩa lãng mạn sang chủ nghĩa hiện thực được minh họa bằng sự cam chịu khắc kỷ của nhân vật chính trong tranh. Trong các tác phẩm trước đó, các nhân vật chính có thể được miêu tả bằng các biểu hiện của sự hy vọng hoặc bất lực. Tuy nhiên, trong tác phẩm của Homer, trạng thái nhân vật đã chuyển thành "thịnh nộ".
Đầu những năm 1990, nhà điêu khắc John Connell đã tái tạo nên bức hoạ Chiếc bè của chiến thuyền Méduse bằng cách tạo ra các tác phẩm điêu khắc bằng gỗ kích thước thật, dùng giấy và nhựa đường và đặt chúng lên một chiếc bè gỗ lớn trong dự án "Raft Project" của mình, một dự án mà ông đã hợp tác với họa sĩ Eugene Newmann.
Nhận xét về sự tương phản giữa các nhân vật đang hấp hối ở tiền cảnh và các nhân vật ở giữa nền bè đang vẫy về phía con tàu cứu hộ đang đến gần, nhà sử học nghệ thuật người Pháp Georges-Antoine Borias cho rằng bức tranh của Géricault đại diện cho "[hai khía cạnh khác nhau:] một mặt là sự hoang tàn và cái chết, còn mặt kia là hy vọng và cuộc sống".
Đối với Kenneth Clark, Chiếc bè của chiến thuyền Méduse "vẫn là một ví dụ tiêu biểu của nghệ thuật lãng mạn thể hiện bằng phương pháp vẽ khỏa thân; và rằng nỗi ám ảnh với sự chết chóc, khiến Géricault thường xuyên đến phòng tang lễ và những nơi hành quyết phạm nhân công cộng để tăng độ chân thực của những nhân vật đã chết hoặc sắp chết trong tác phẩm của mình. Đường nét của họ có thể được lấy từ nghệ thuật cổ điển vốn đề cao sự chuẩn mực, nhưng những cử chỉ thể hiện rõ khao khát trải nghiệm bạo lực lại được thể hiện trong bức tranh."
Ngày nay, một bức phù điêu bằng đồng của Chiếc bè của chiến thuyền Méduse của Antoine Étex được trang trí tại mộ phần Géricault ở Nghĩa trang Père Lachaise, Paris.

### Sách
- Alhadeff, Albert (2002), The Raft of the Medusa: Géricault, Art, and Race (bằng tiếng Anh), Boulder: Prestel, ISBN 978-3-7913-2782-2
- Barnes, Julian (1989), A History of the World in 10½ Chapters (bằng tiếng Anh), Knopf, ISBN 978-0-394-58061-6 Phần 5, Shipwreck, là một bài phân tích về bức tranh.
- Berger, Thaeodore; Gaericault (1946), Gericault: Drawings & Watercolors (bằng tiếng Anh), New York: H. Bittner and Company, ISBN 0865650470
- Berger, Klaus (1978), Géricault and his work (bằng tiếng Anh), Hacker Art Books, ISBN 978-0-87817-198-9
- Boime, Albert (2004), Art in an Age of Counterrevolution, 1815-1848 (bằng tiếng Anh), Chicago: University of Chicago Press, ISBN 978-0-226-06337-9
- Clark, Kenneth (1990), The Nude: A Study in Ideal Form (bằng tiếng Anh), Nhà xuất bản Đại học Princeton, ISBN 0-691-01788-3
- Clark, Timothy J. (2001), Farewell to an Idea: Episodes from a History of Modernism (bằng tiếng Anh), Yale University Press, ISBN 978-0-300-08910-3
- Eitner, Lorenz (1979), Géricault's Raft of the Medusa (bằng tiếng Anh), New York: Phaidon [distributed in the U.S. by Praeger, New York, ISBN 978-0-7148-1517-6
- Eitner, Lorenz (2002), Nineteenth Century European Painting (bằng tiếng Anh), Westview Press, ISBN 978-0-8133-3962-7
- Elsen, Albert Edward (1985), The Gates of Hell by Auguste Rodin (bằng tiếng Anh), Stanford: Stanford University Press, ISBN 978-0-8047-1273-6
- Fried, Michael (1998), Manet's Dodernism: Or, The face of Painting in the 1860s, Chicago: Nhà xuất bản Đại học Chicago, ISBN 0-226-26217-0.
- Griffin, Randall C. (2004), Homer, Eakins, and Anshutz: The Search for American Identity in the Gilded Age (bằng tiếng Anh), Penn State Press, ISBN 978-0-271-04794-2
- Grigsby, Darcy Grimaldo (2002), Extremities: Painting Empire in Post-revolutionary France (bằng tiếng Anh), Yale University Press, ISBN 978-0-300-08887-8, (Một nghiên cứu về các tác phẩm của Girodet, Gros, Gericault và Delacroix)
- Hagen, Rose-Marie; Hagen, Rainer (2007), What Great Paintings Say (bằng tiếng Anh) (ấn bản thứ 25), Taschen, tr. 374–377, ISBN 978-3-8228-1372-0
- Jore, Léonce (1953), "139", La vie diverse et volontaire du colonel Julien, Désiré Schmaltz, Officier des Forces Indo-Néerlandaises, puis de l'Armée Française, Commandant pour le Roi et Administrateur du Sénégal et Dépendances, Consul Général de France à Smyrne (Turquie), (1771-1827) (bằng tiếng Pháp) (ấn bản thứ 40), Revue d'histoire des colonies
- Lavauzelle, Charles (1986), Les Troupes de marine: 1622-1984 (bằng tiếng Pháp) , Paris, ISBN 2-7025-0142-7{{Chú thích}}:  Quản lý CS1: địa điểm thiếu nhà xuất bản (liên kết)
- McKee, Alexander (1985), Wreck of the Medusa: The Tragic Story of the Death Raft (bằng tiếng Anh), Luân Đôn: Penguin, ISBN 978-1-101-66683-8
- Miles, Jonathan (2007), The Wreck of the Medusa: The Most Famous Sea Disaster of the Nineteenth Century (bằng tiếng Anh), Atlantic Monthly Press, ISBN 978-0-87113-959-7
- Muther, Richard (2010), The History of Modern Painting (bằng tiếng Anh), Luân Đôn: Audubon Press & Christian Book Service, ISBN 978-1-4455-6485-2
- Néret, Gilles (2000), Eugène Delacroix, 1798-1863: The Prince of Romanticism, Köln: Taschen, ISBN 3-8228-5988-5
- Nicholas, Lynn H. (1994), The Rape of Europa: the Fate of Europe's Treasures in the Third Reich and the Second World War. (bằng tiếng Anh) , Alfred A. Knopf, ISBN 0-679-40069-9
- Noon, Stephen; Bann (2003), Crossing the Channel: British and French Painting in the Age of Romanticism (bằng tiếng Anh), Harry N. Abrams, ISBN 978-1-85437-513-1
- Novotny, Fritz (1995), Painting and Sculpture in Europe 1780-1880 (bằng tiếng Anh), Yale University Press, ISBN 978-0-300-05321-0
- Riding, Christine (2003), The Raft of the Medusa in Britain (bằng tiếng Anh), Trong: Noon, Patrick & Bann, Stephen. Crossing the Channel: British and French Painting in the Age of Romanticism. Luân Đôn: Tate Publishing, tháng 6 năm 2003. ISBN 1-85437-513-X
- Riding, Christine (tháng 6 năm 2003). "'The Fatal Raft': Christine Riding Looks at British Reaction to the French Tragedy at Sea Immortalised in Gericault's Masterpiece `the Raft of the Medusa". History Today (bằng tiếng Anh). Quyển 53. Online Research Library: Questia.[liên kết hỏng]
- Riding, Christine (2004), "5", Staging The Raft of the Medusa (bằng tiếng Anh) , Visual Culture in Britain
- Rowe Snow, Edward (1979), Tales of Terror and Tragedy, New York: Dodd, Mead, ISBN 0-396-07775-7
- Savigny, Jean Baptiste Henri; Corréard, Alexandre (1818), L'épave de la méduse, Luân Đôn
- Wellington, Hubert (1995), The Journal of Eugene Delacroix: A Selection (ấn bản thứ 3), Phaidon, ISBN 0714833592
- Wintle, Justin (2001), Makers of Nineteenth Century Culture: 1800-1914, Luân Đôn: Routledge, ISBN 0-415-26584-3
- Wrigley, Richard (1995), The Origins of French Art Criticism: From the Ancien Régime to the Restoration (bằng tiếng Anh), Oxford: Clarendon Press, ISBN 978-0-19-817409-7

### Các phương tiện khác
- Borias, Georges-Antoine (1968), Géricault: The Raft of the 'Medusa (phim), The Roland Collection of Films on Art, đạo diễn bởi Touboul, Adrien
- Zarzeczny, Matthew (2001), "Theodore Géricault's 'The Raft of the Méduse' Part I", Member's Bulletin of The Napoleonic Society of America (bằng tiếng Anh), Ấn bản mùa thu, Napoleonic Society
- Zarzeczny, Matthew (2002), "Theodore Géricault's 'The Raft of the Méduse' Part II", Member's Bulletin of The Napoleonic Society of America (bằng tiếng Anh), Ấn bản mùa xuân, Napoleonic Society
- Trapp, Frank Anderson (ngày 1 tháng 3 năm 1976), Eitner, Lorenz (biên tập), "Gericault's 'Raft of the Medusa", The Art Bulletin (bằng tiếng Anh), 1 (58)
- Wilkin, Karen (2003). "Romanticism at the Met". The New Criterion (bằng tiếng Anh). Quyển 22 số 4.